# Coupé-Cabriolet
Als  Coupé-Cabriolet  bezeichnet man ein Automobil, das geschlossen die Silhouette eines Coupés hat, jedoch durch eine spezielle Dachkonstruktion auch mit geöffnetem Dach als Cabriolet eingesetzt werden kann.

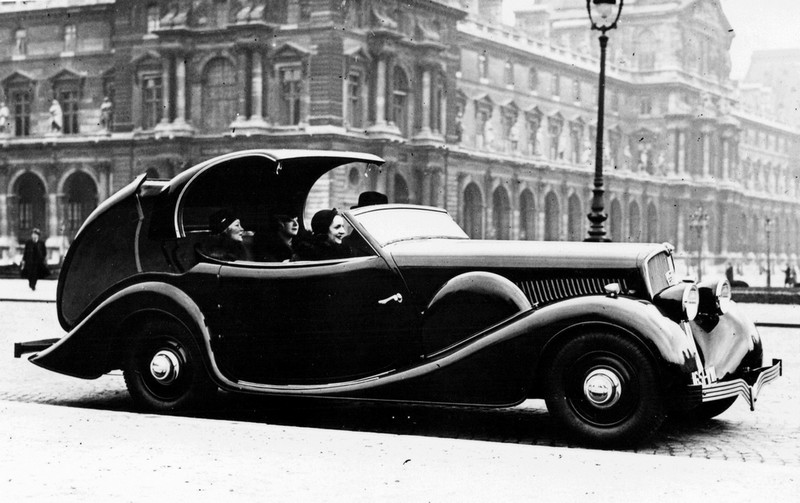
Peugeot 601 C Eclipse, 1934

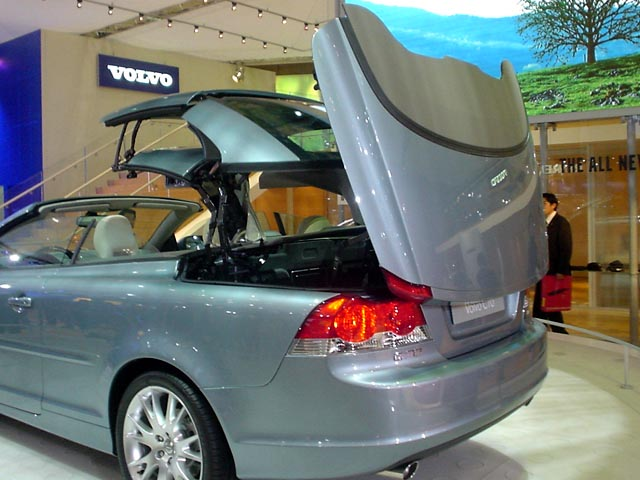
Volvo C70 während der Öffnung des Daches

Die Abkürzung CC in der Bezeichnung eines Modells ist vornehmlich bei Produkten französischer Hersteller zu finden, z. B. beim Peugeot 206 CC / Peugeot 307 CC oder beim Renault Mégane CC.

## Geschichte
Eingeführt wurde das Prinzip von Peugeot in den Modellen 401, 402 und 601 in den 1930er Jahren. Die Varianten trugen den Beinamen C Eclipse. In den 1950er Jahren wurde das Prinzip auch in den USA angewandt, allerdings ohne großen kommerziellen Erfolg.
Der Trend zu den heutigen Coupé-Cabriolets kam maßgeblich durch den im Jahr 1996 vorgestellten Mercedes SLK und den 1998 vorgestellten Peugeot 206 CC, mit dem Peugeot den Begriff Coupé-Cabriolet einführte. Mittlerweile gibt es jedoch von fast jedem Automobilhersteller Coupé-Cabriolets („CCs“). Beispiele dafür sind u. a. der Opel Tigra TwinTop, der Mitsubishi Colt CZC, das Ford Focus Coupé-Cabriolet, der VW Eos und der Mercedes-Benz SL.

## Modelle

### AufKleinwagen-Basis

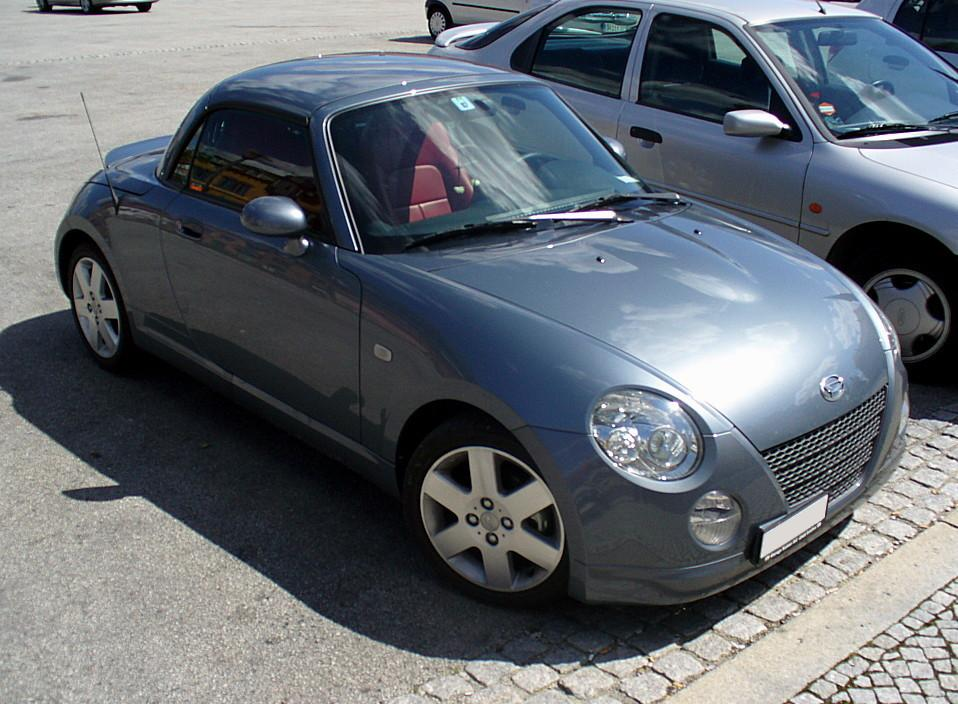
Daihatsu Copen (2002–2010)
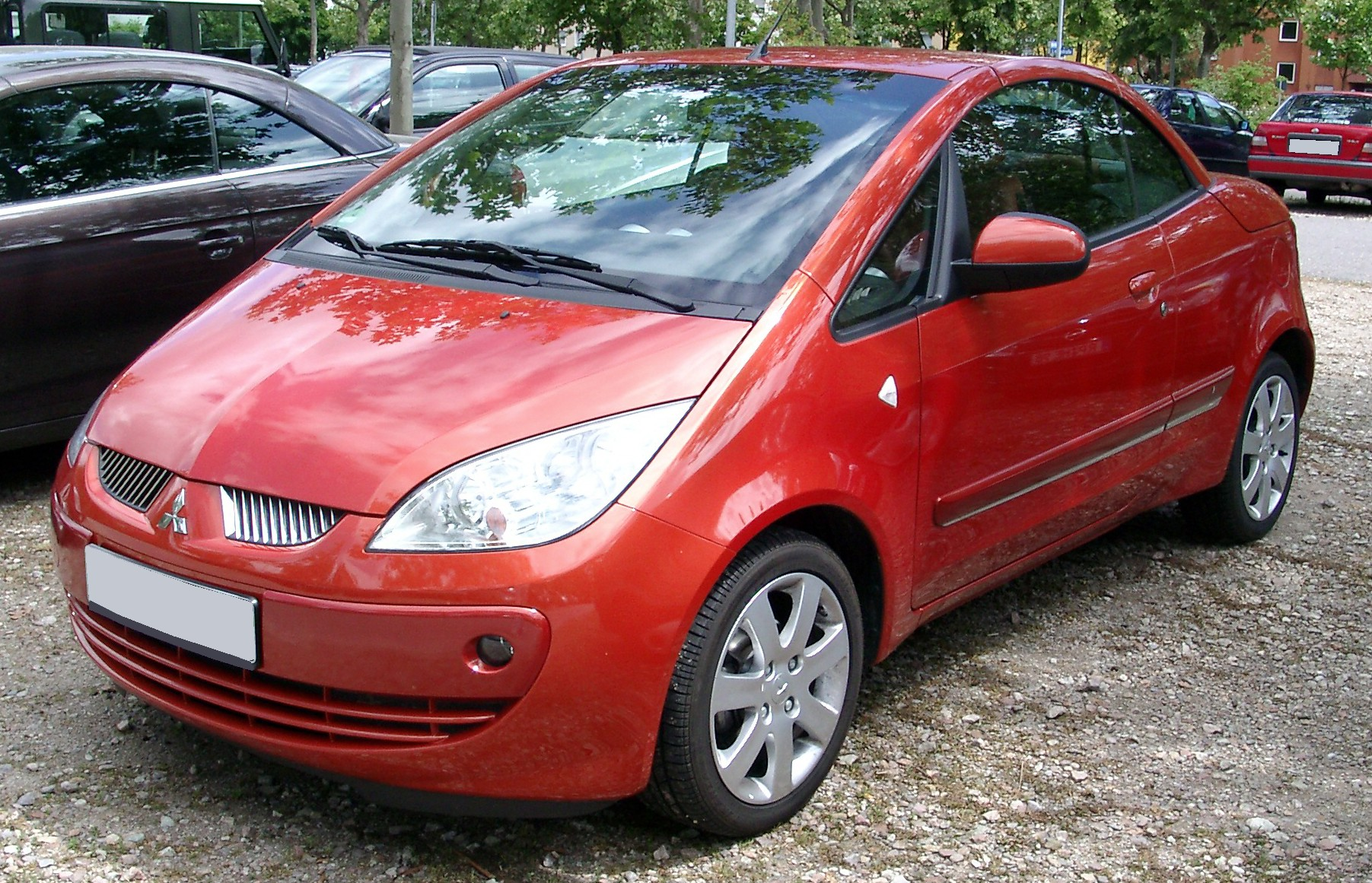
Mitsubishi Colt CZC (2006–2009)
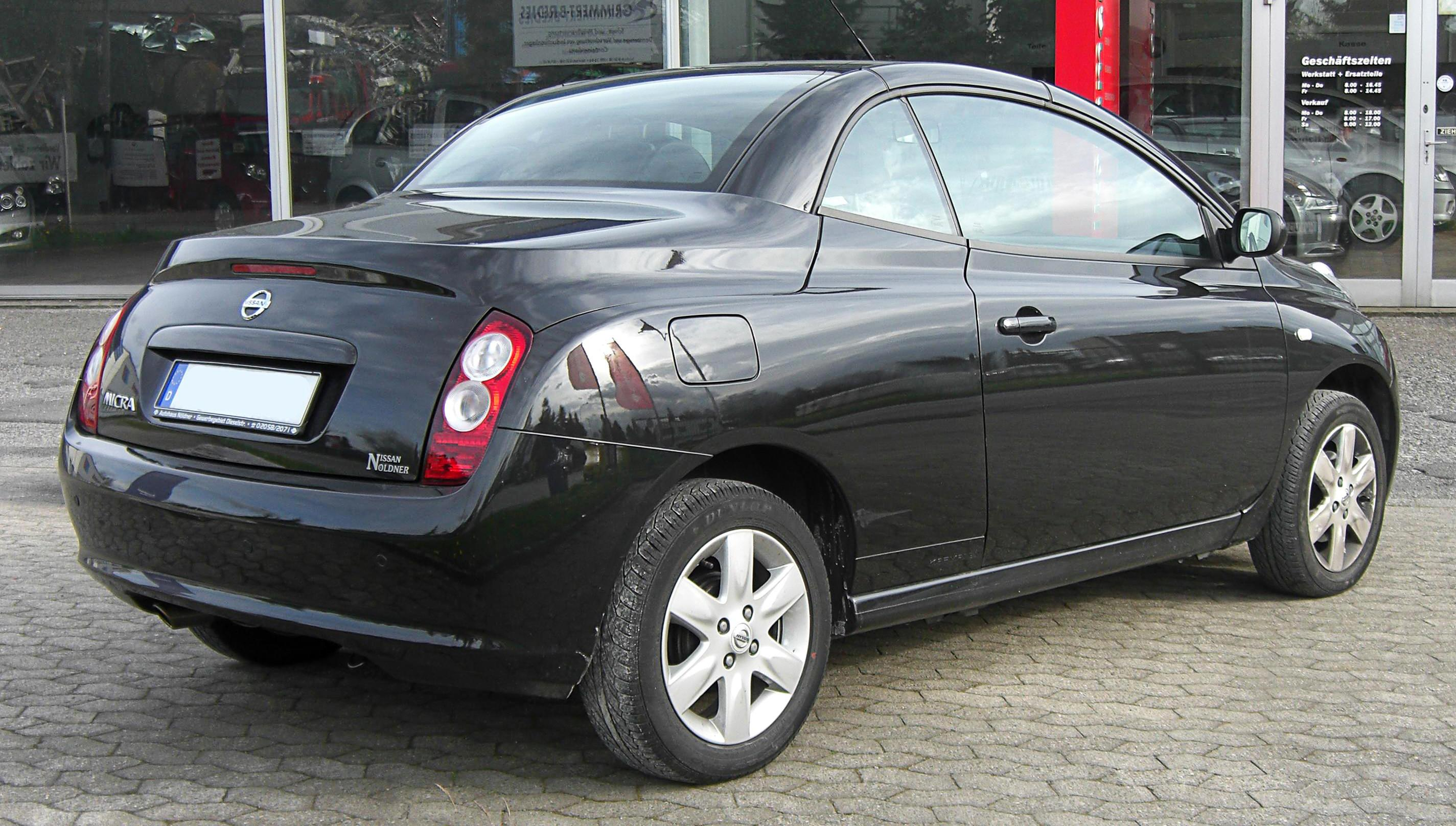
Nissan Micra CC (2005–2009)
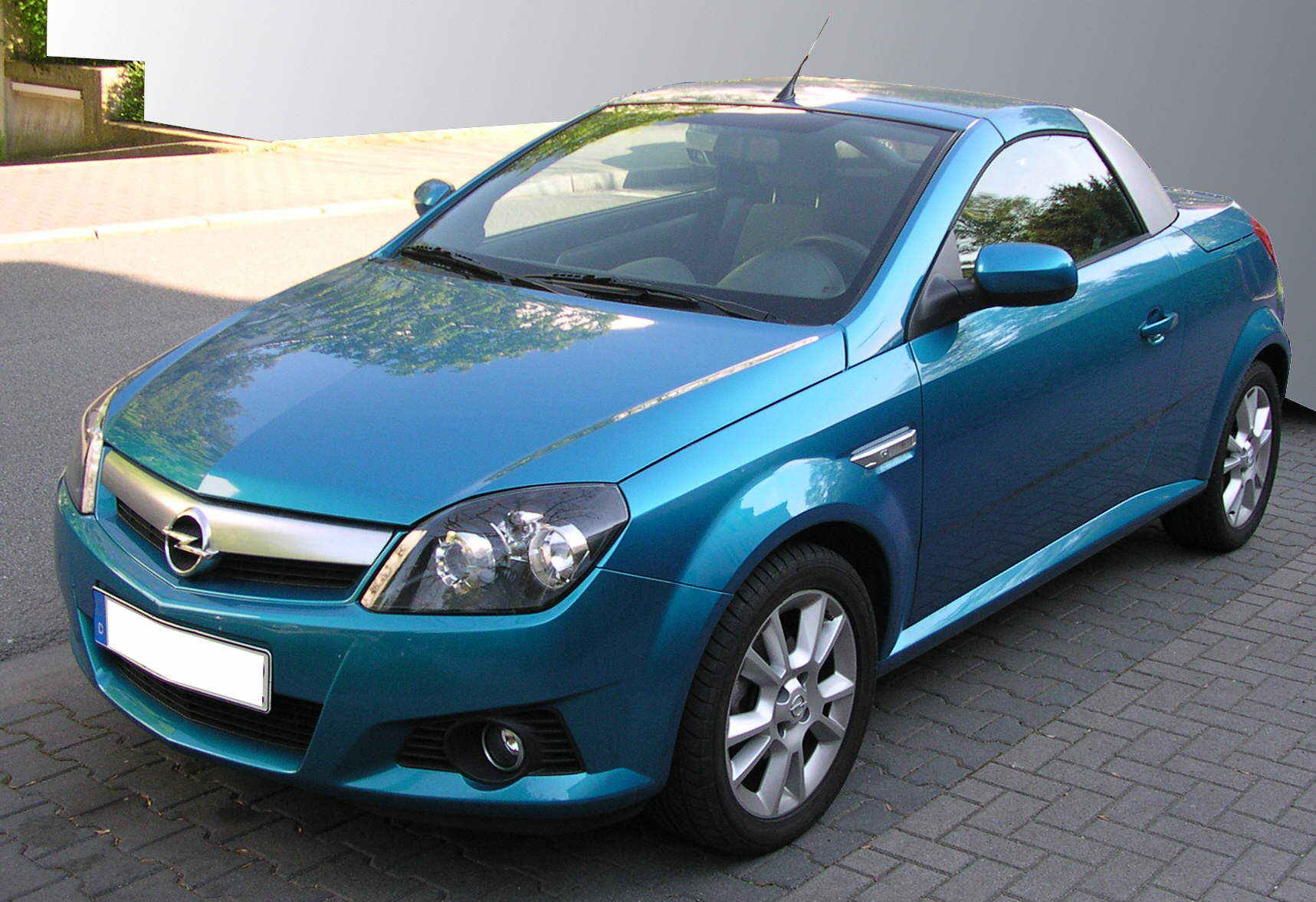
Opel Tigra TwinTop (2004–2009)
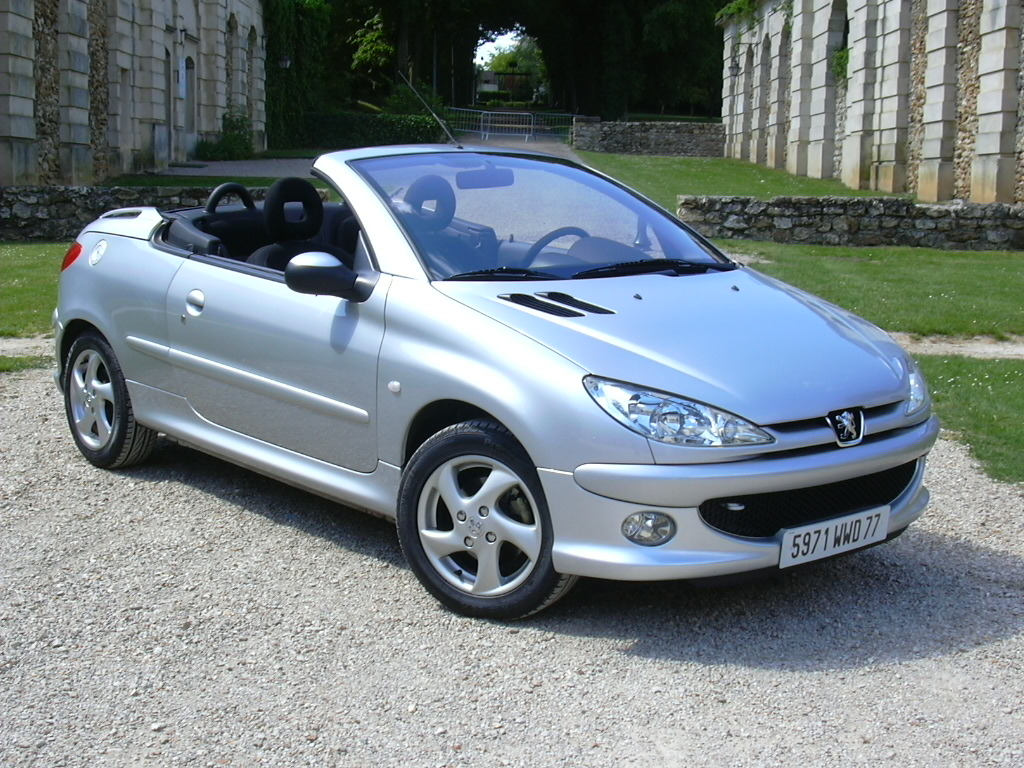
Peugeot 206 CC (2000–2007)
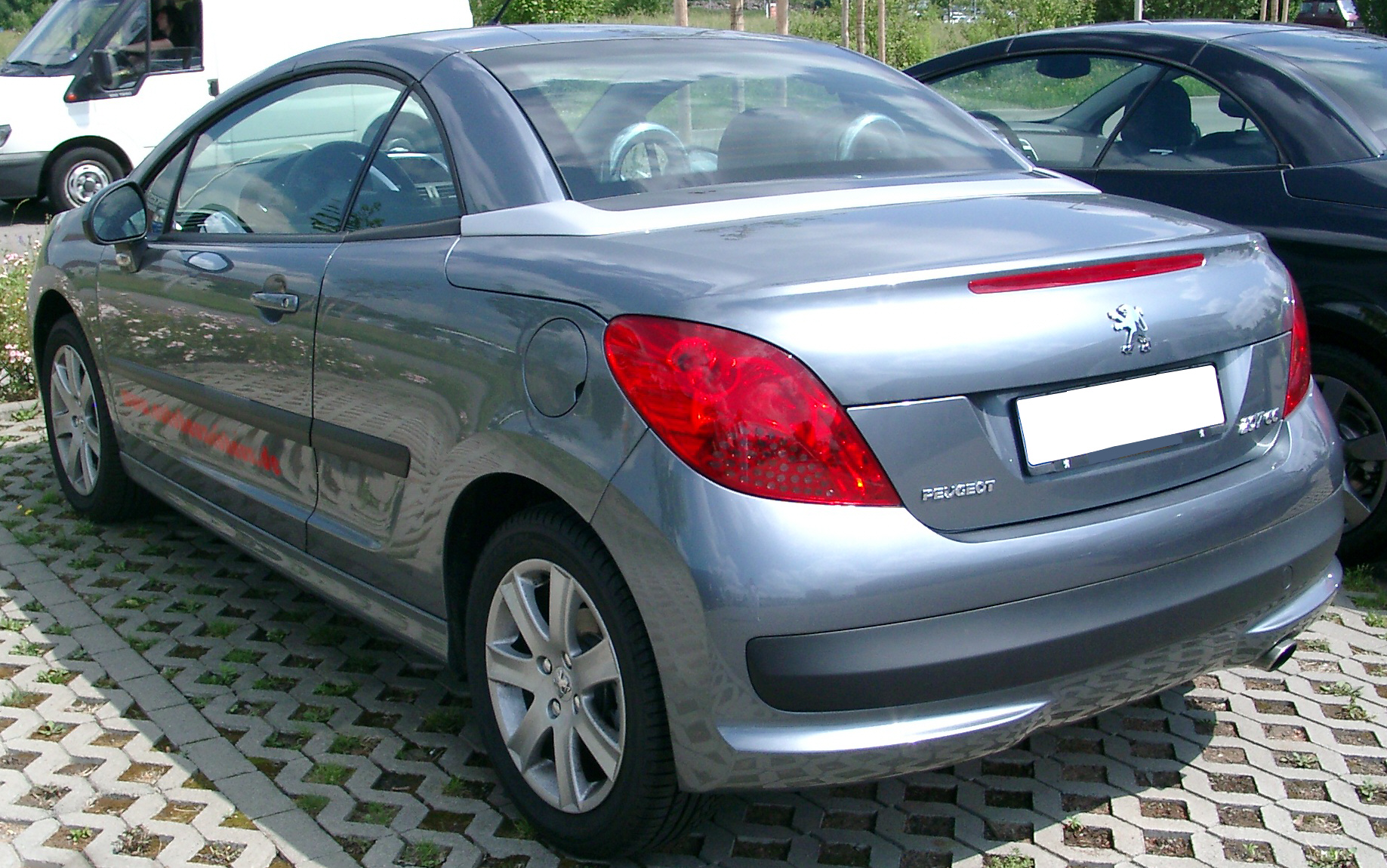
Peugeot 207 CC (2007–2015)
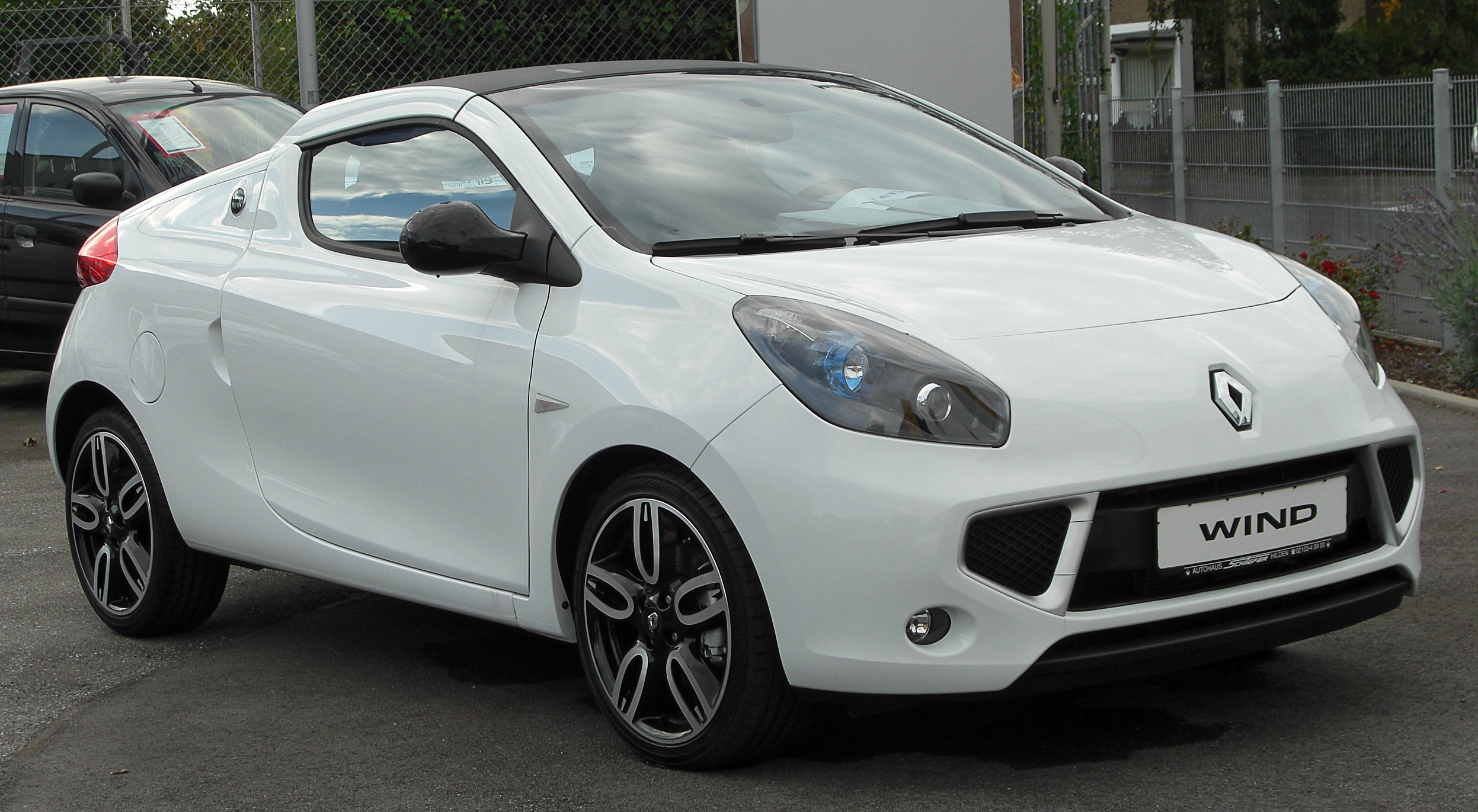
Renault Wind (2010–2013)
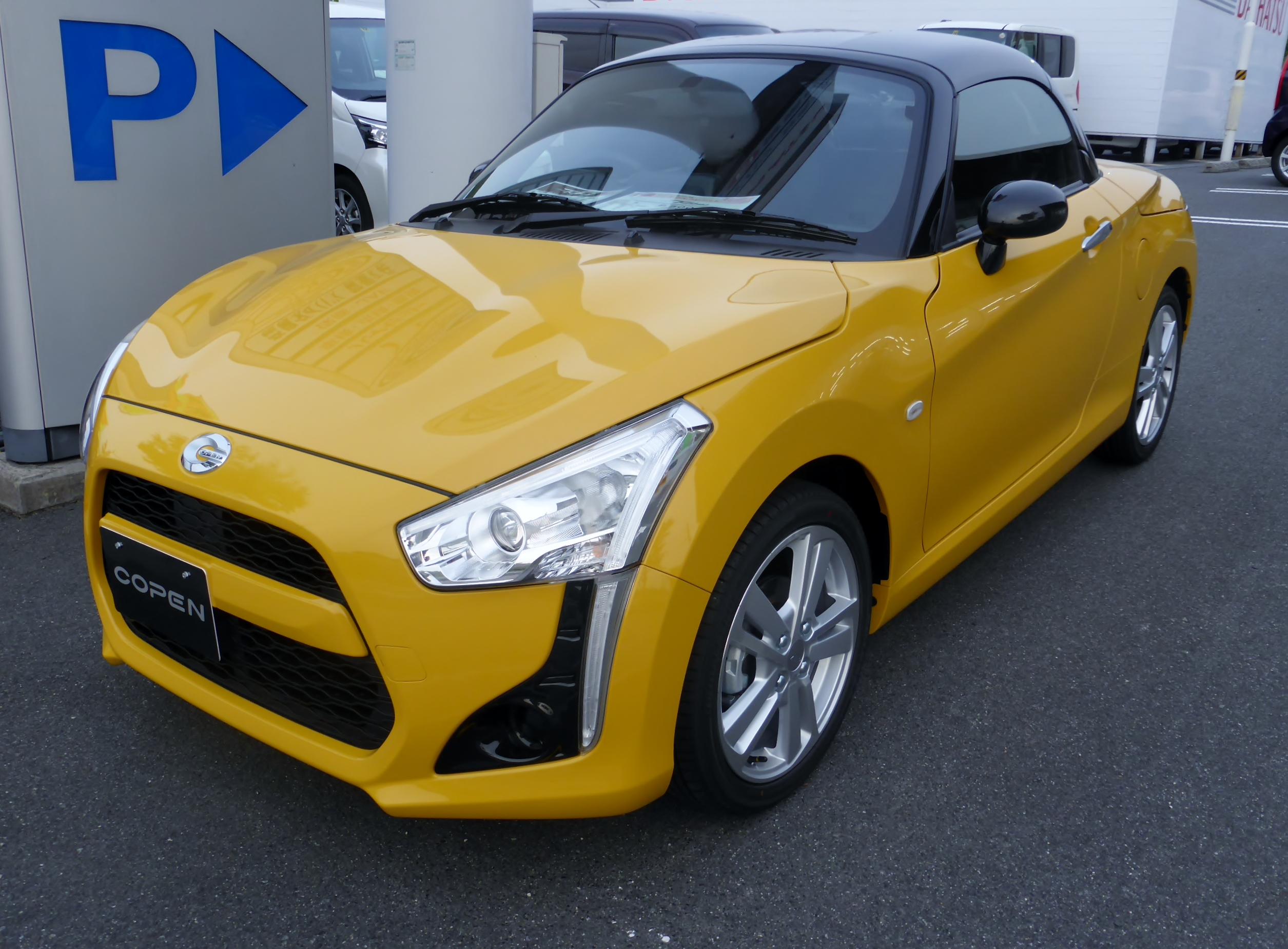
Daihatsu Copen Robe (seit 2014)

### AufKompaktklasse-Basis

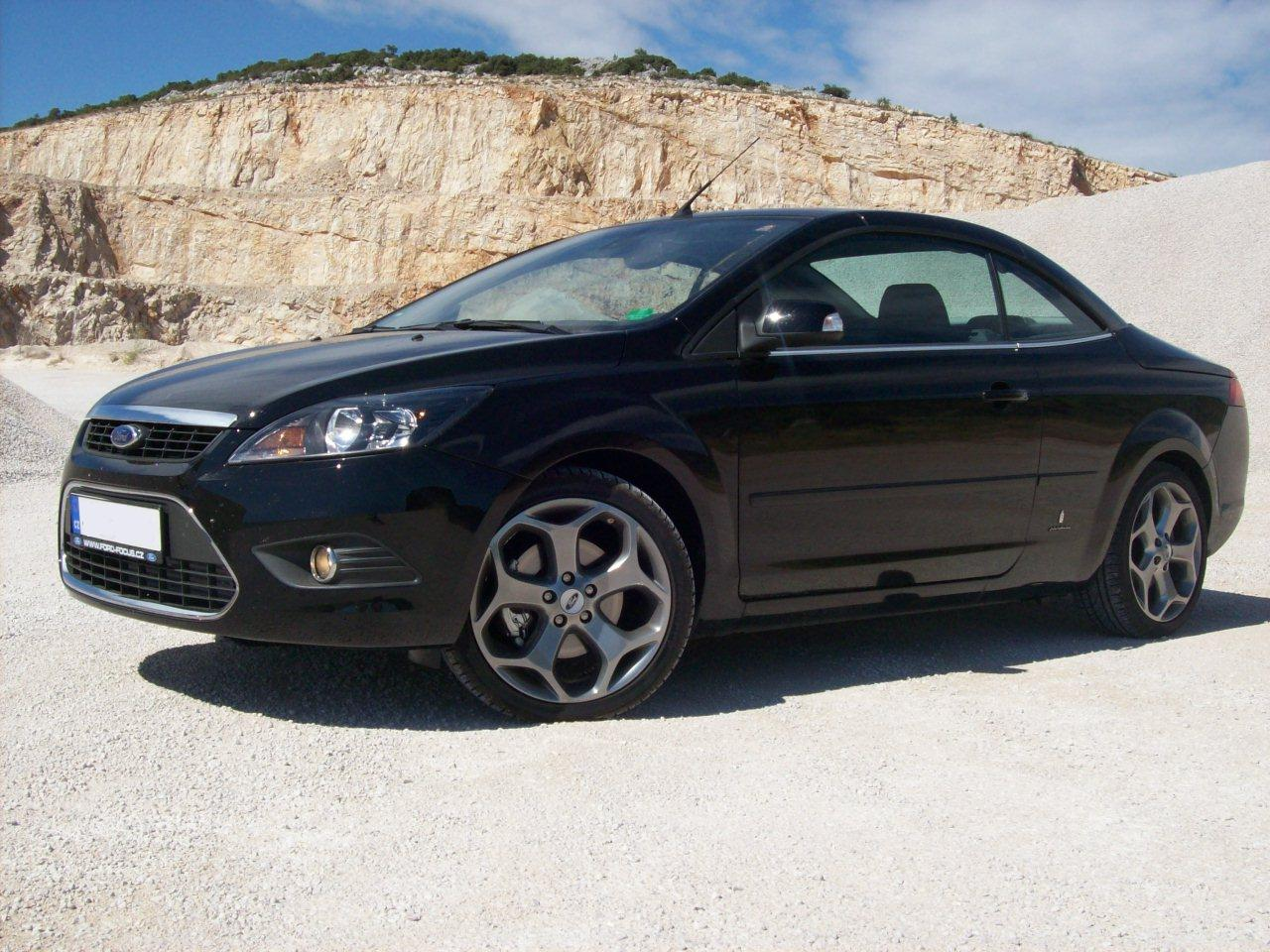
Ford Focus Coupé-Cabriolet (2007–2010)
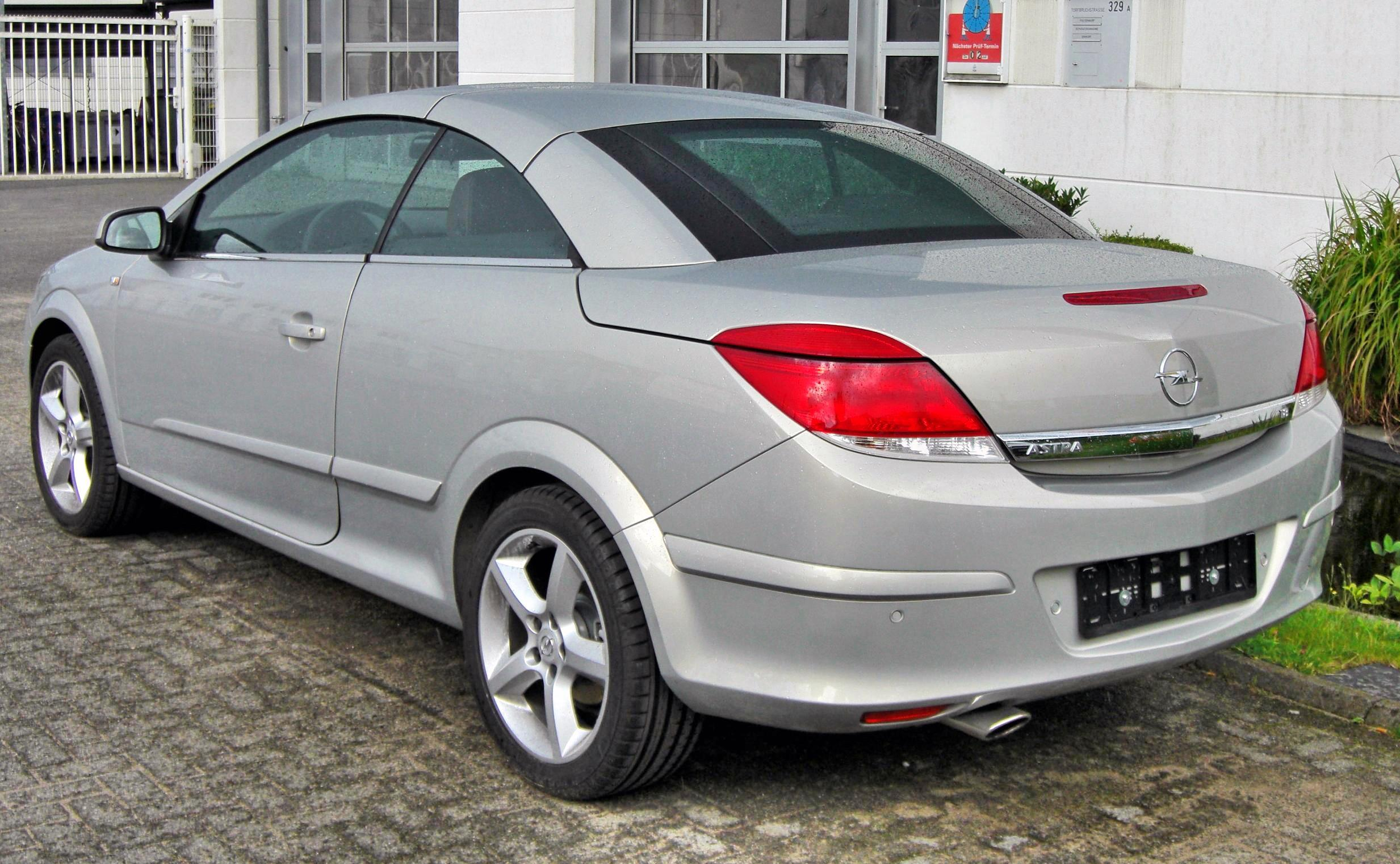
Opel Astra TwinTop (2006–2010)
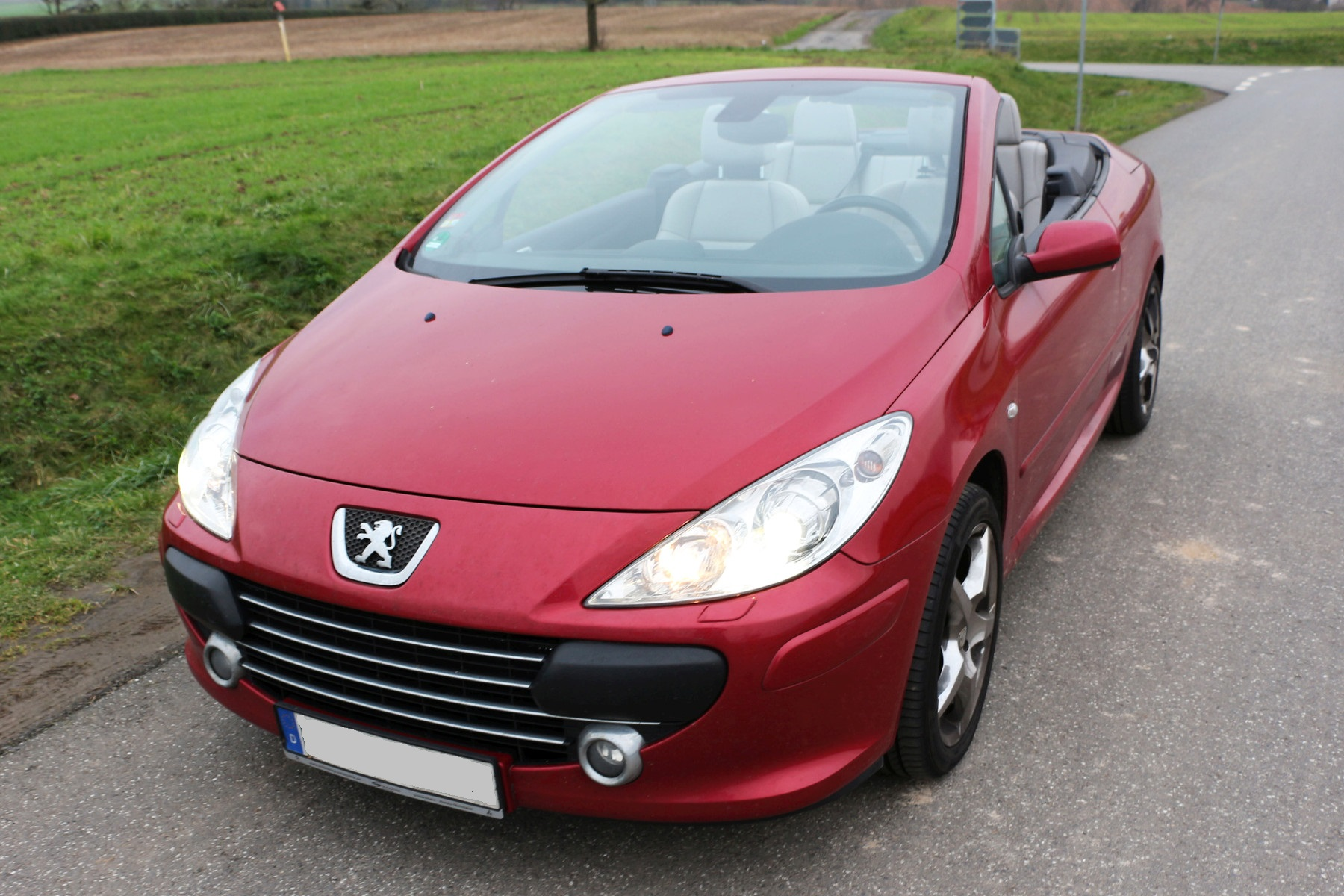
Peugeot 307 CC (2003–2008)
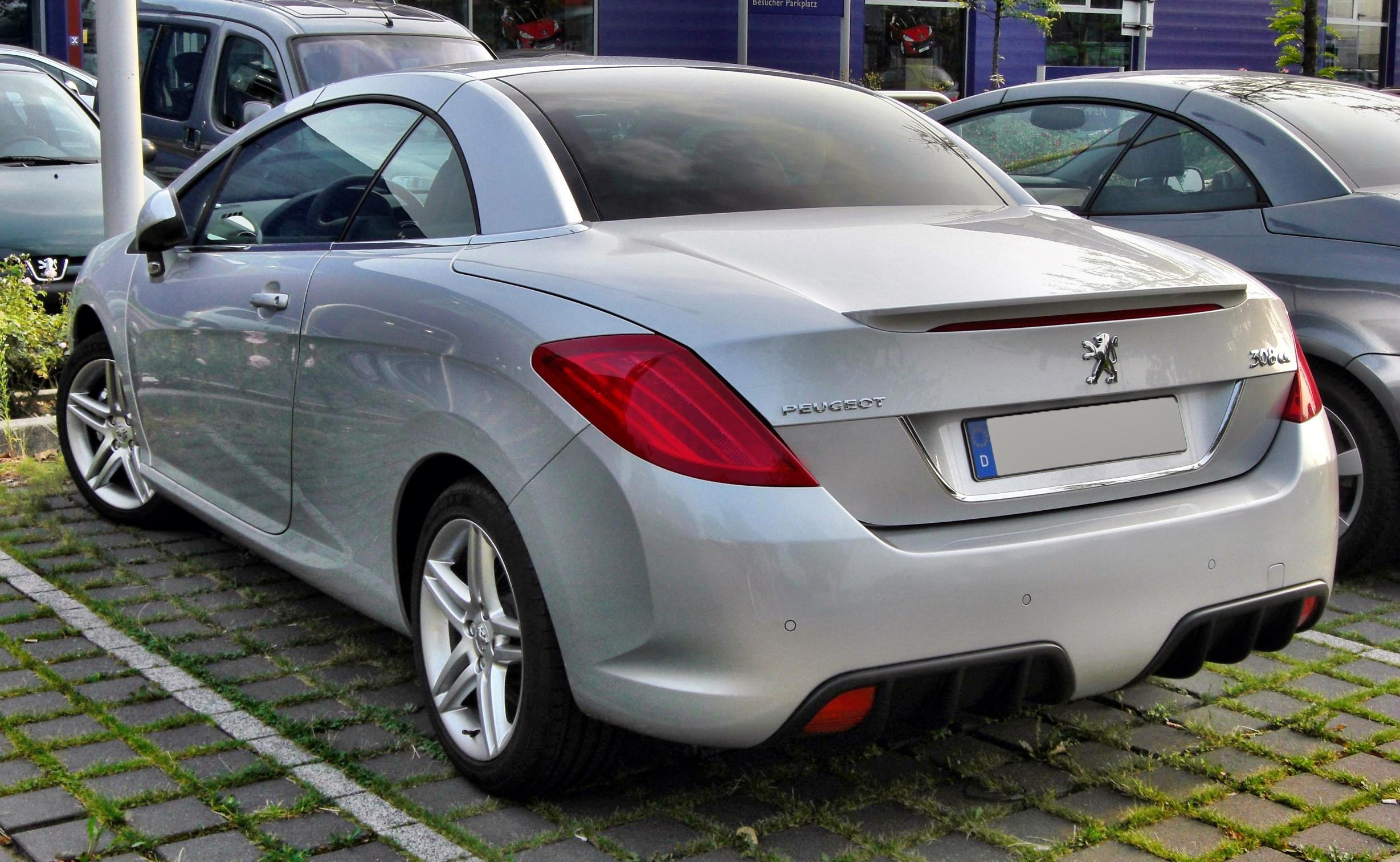
Peugeot 308 CC (2009–2016)
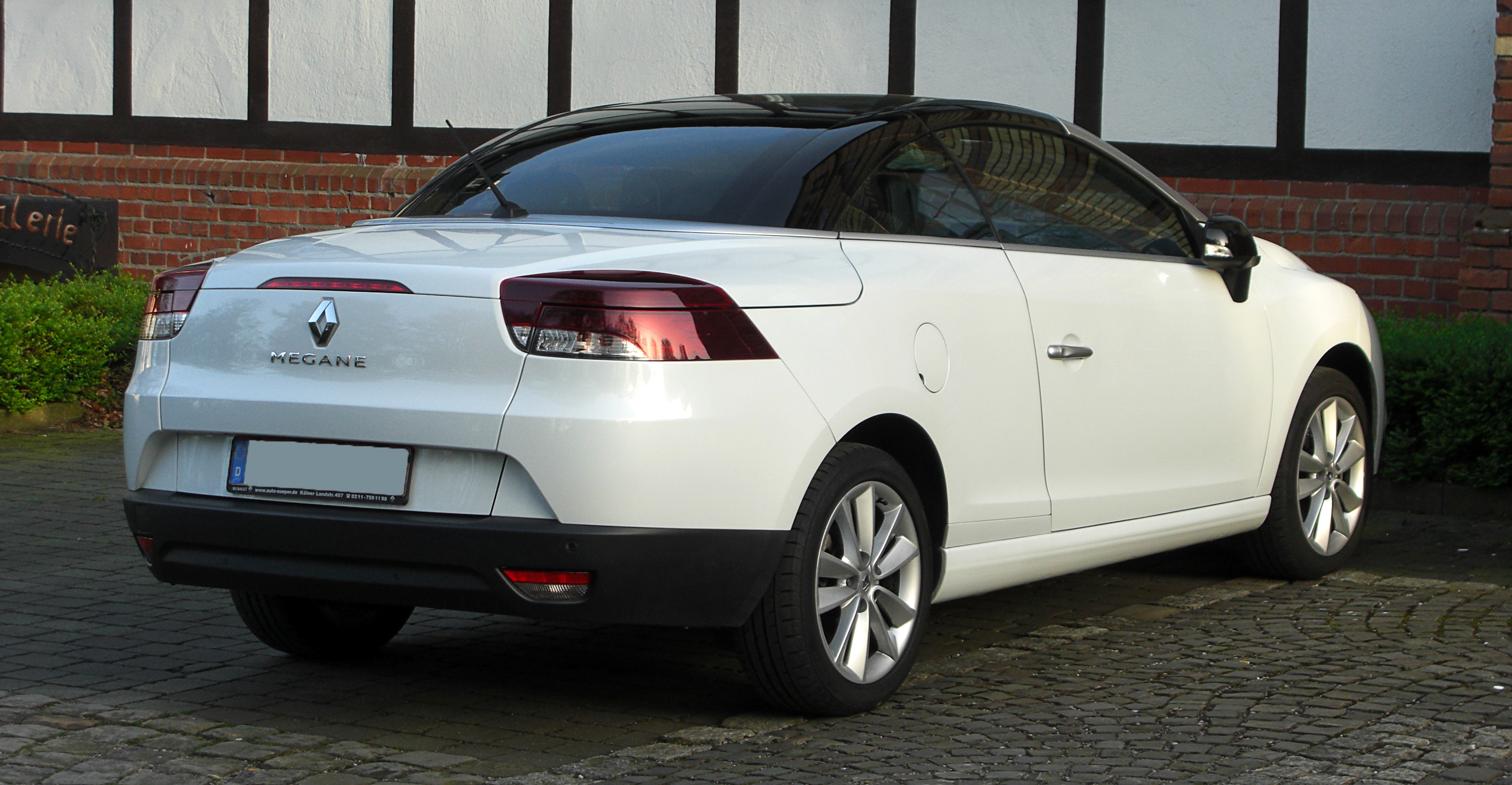
Renault Mégane CC (2003–2016)
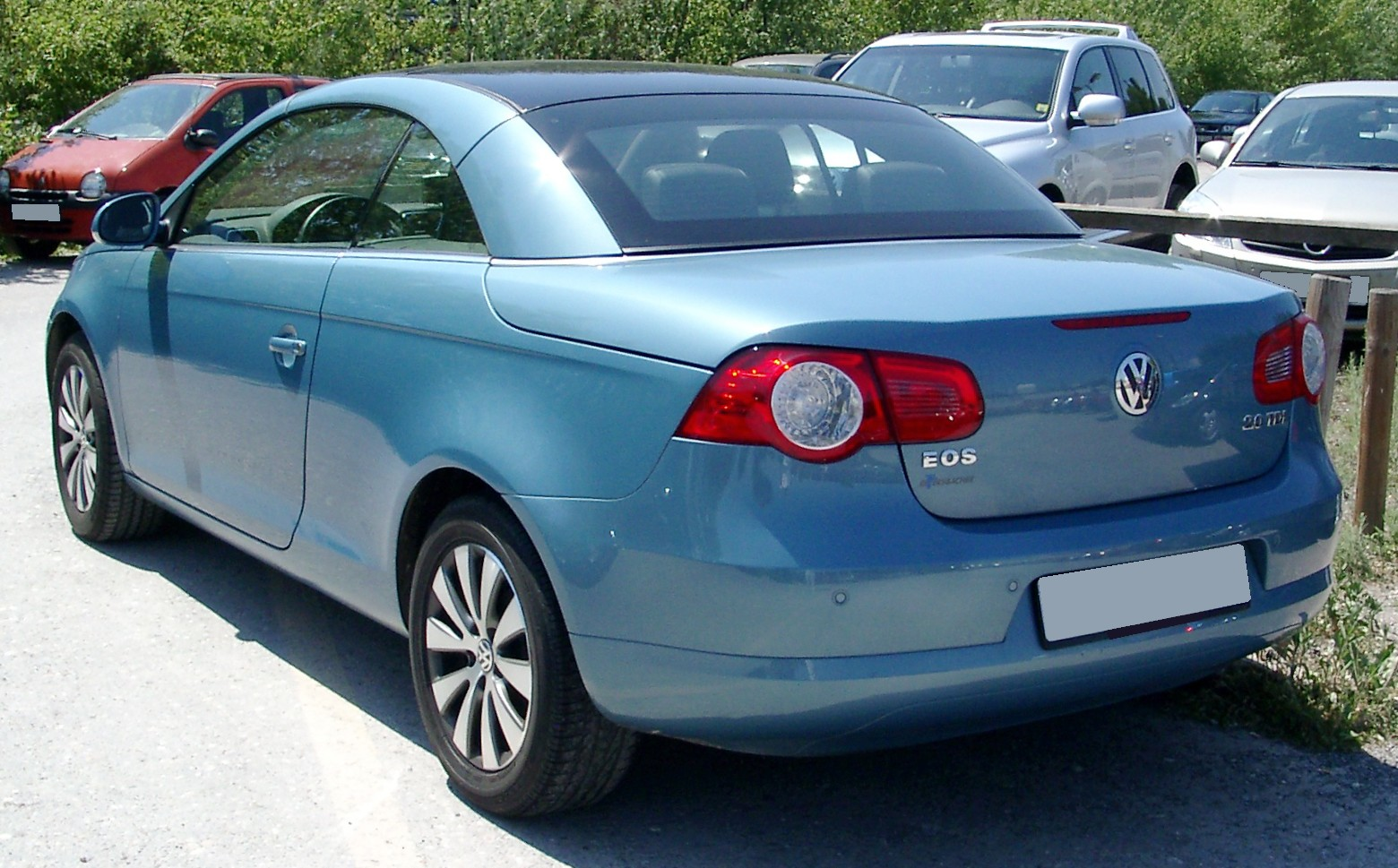
VW Eos (2006–2015)

### AufMittelklasse-Basis

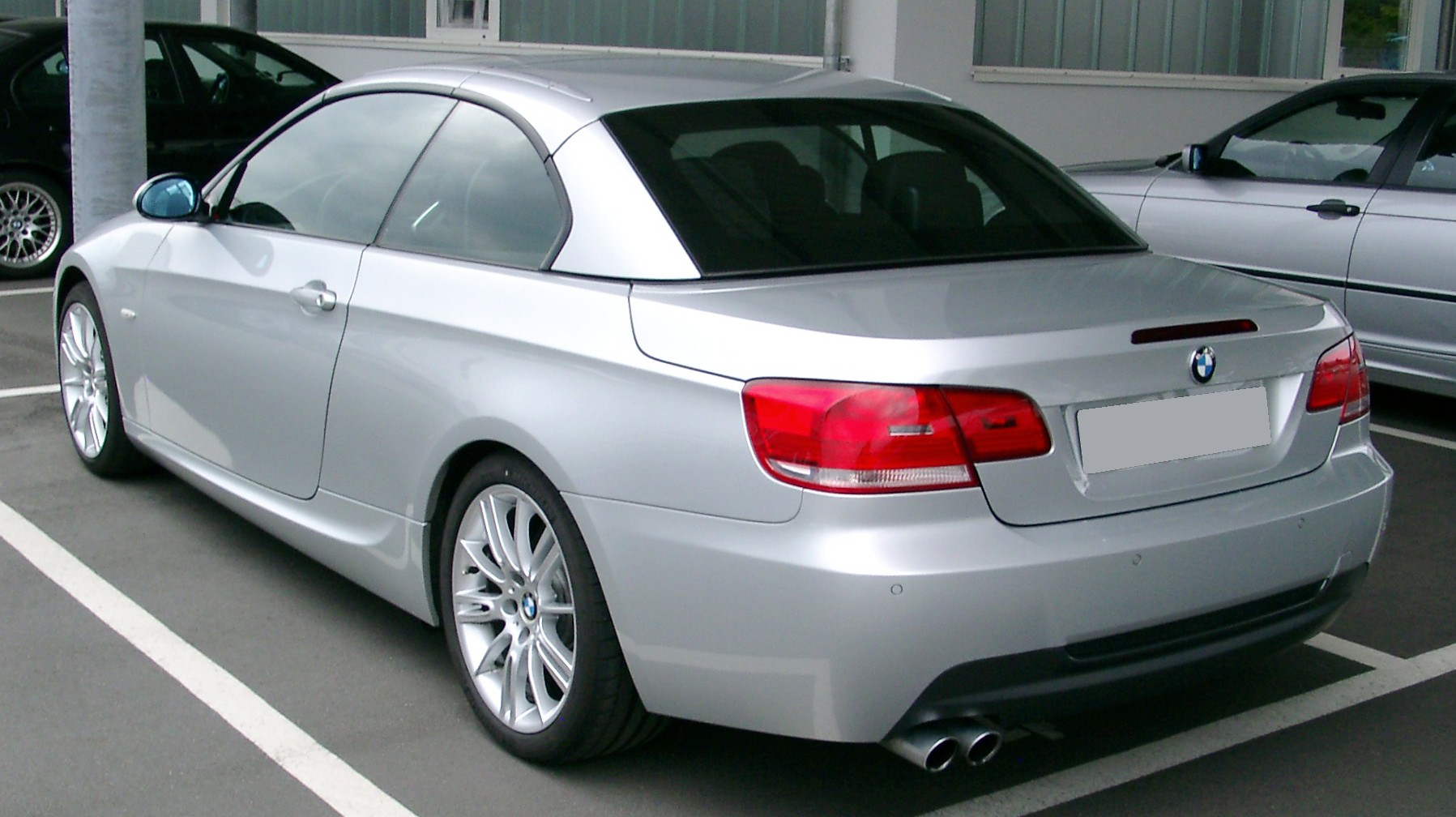
BMW 3er Cabrio (E93) (2007–2013)
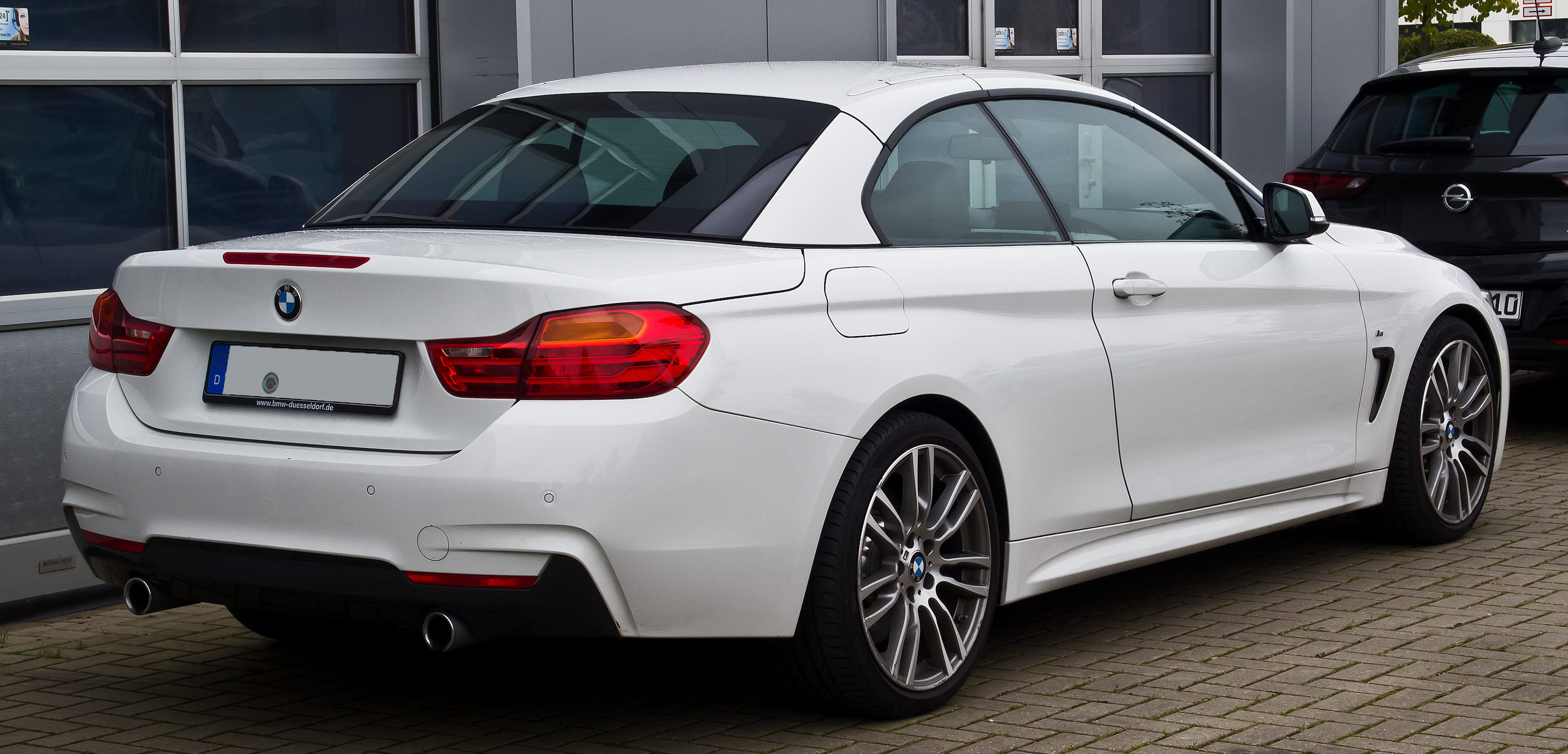
BMW 4er Cabrio (F33)(2014–2020)
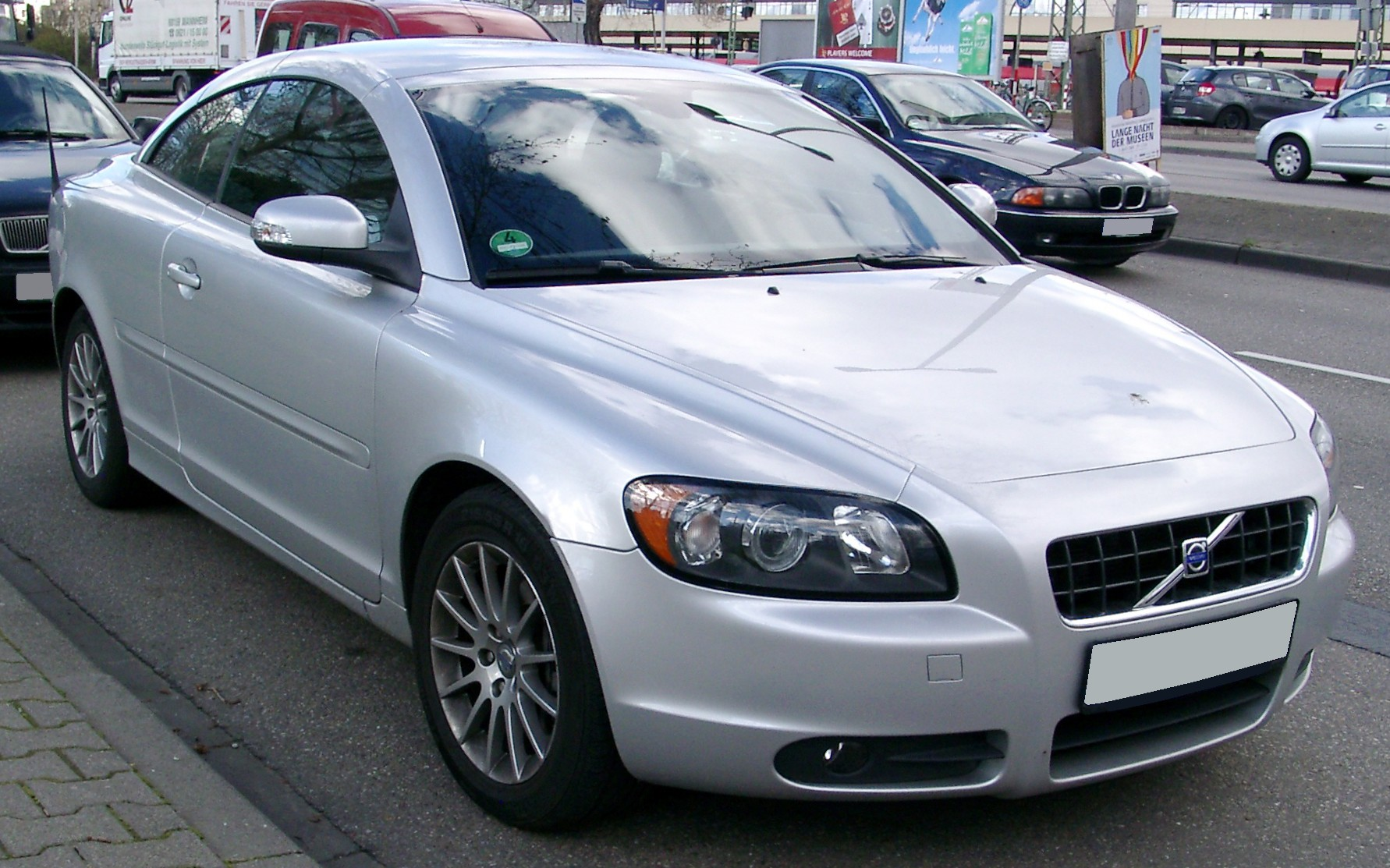
Volvo C70 (2006–2013)
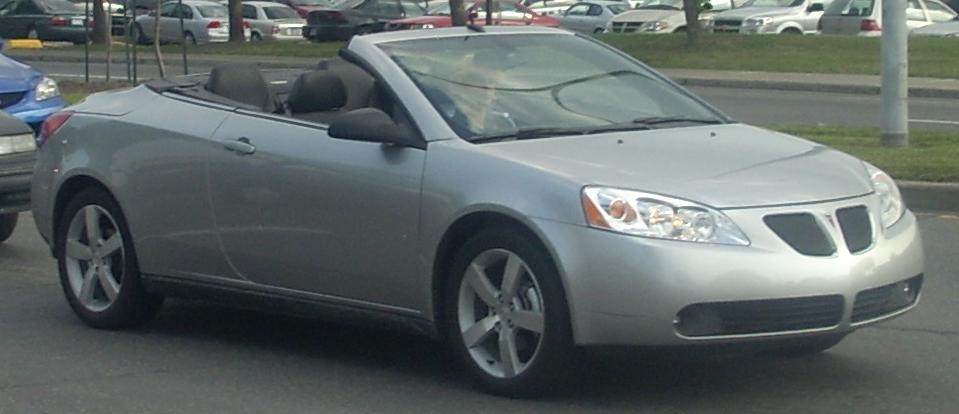
Pontiac G6 (2004–2009)
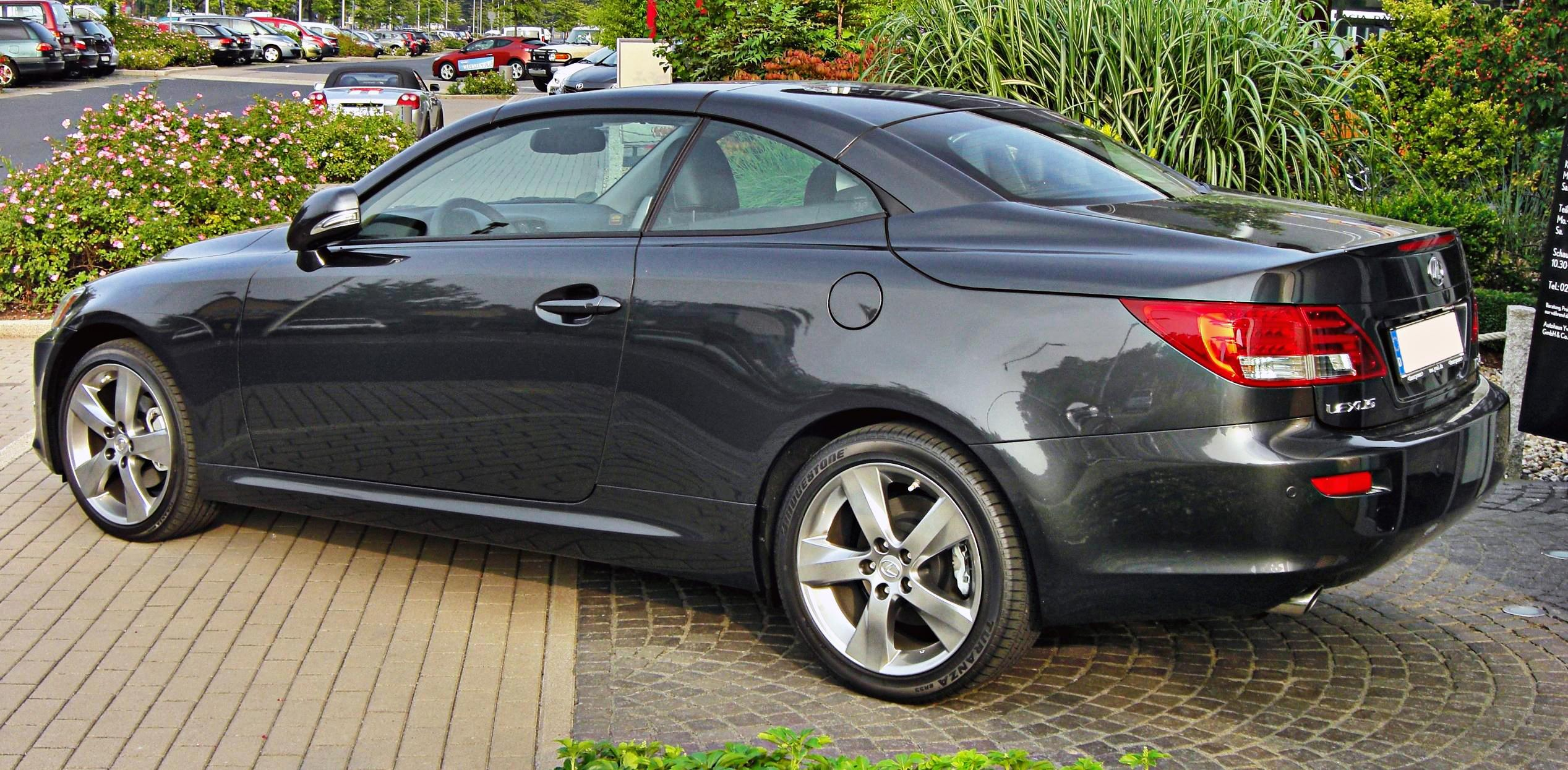
Lexus IS 250C (2009–2010)

### AufOberklasse-Basis

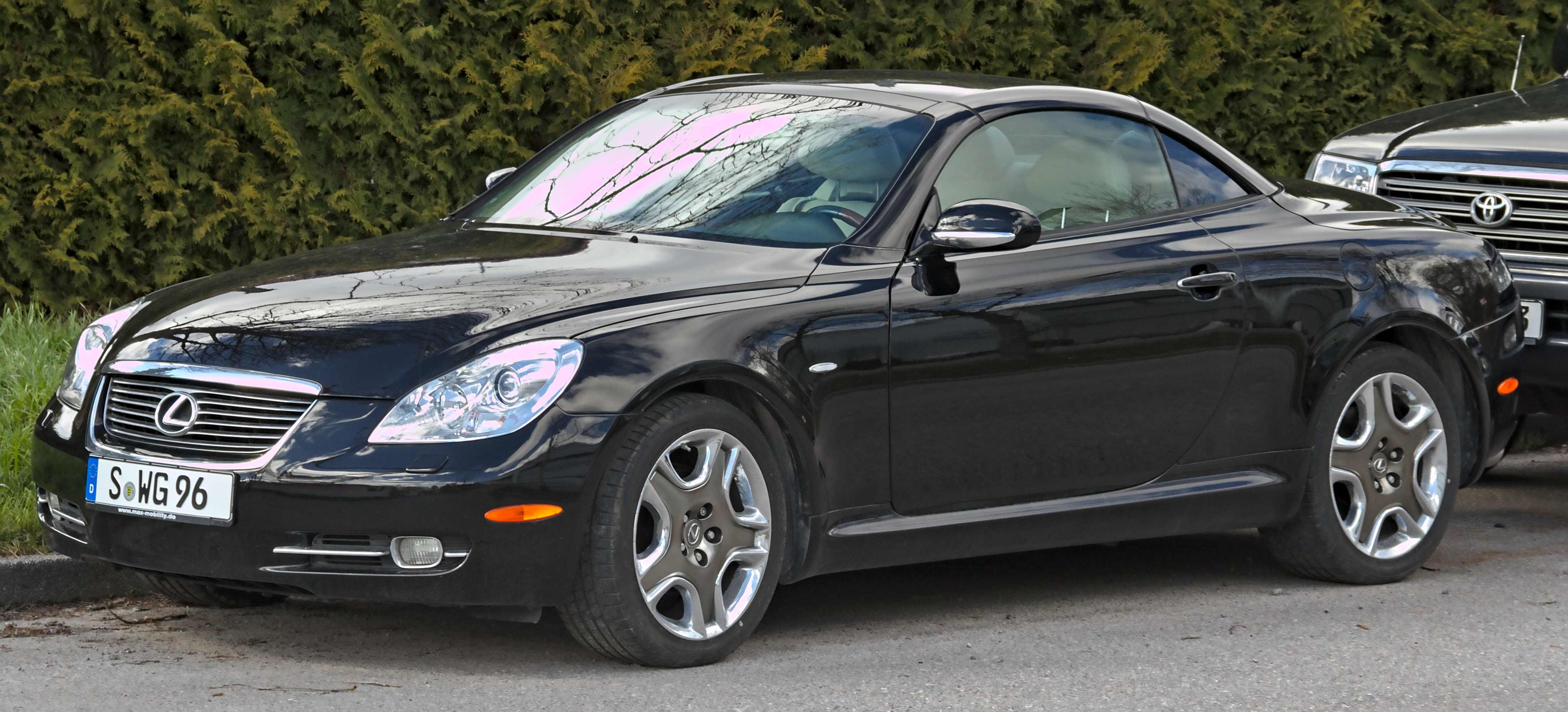
Lexus SC 430/Toyota Soarer (2001–2010)
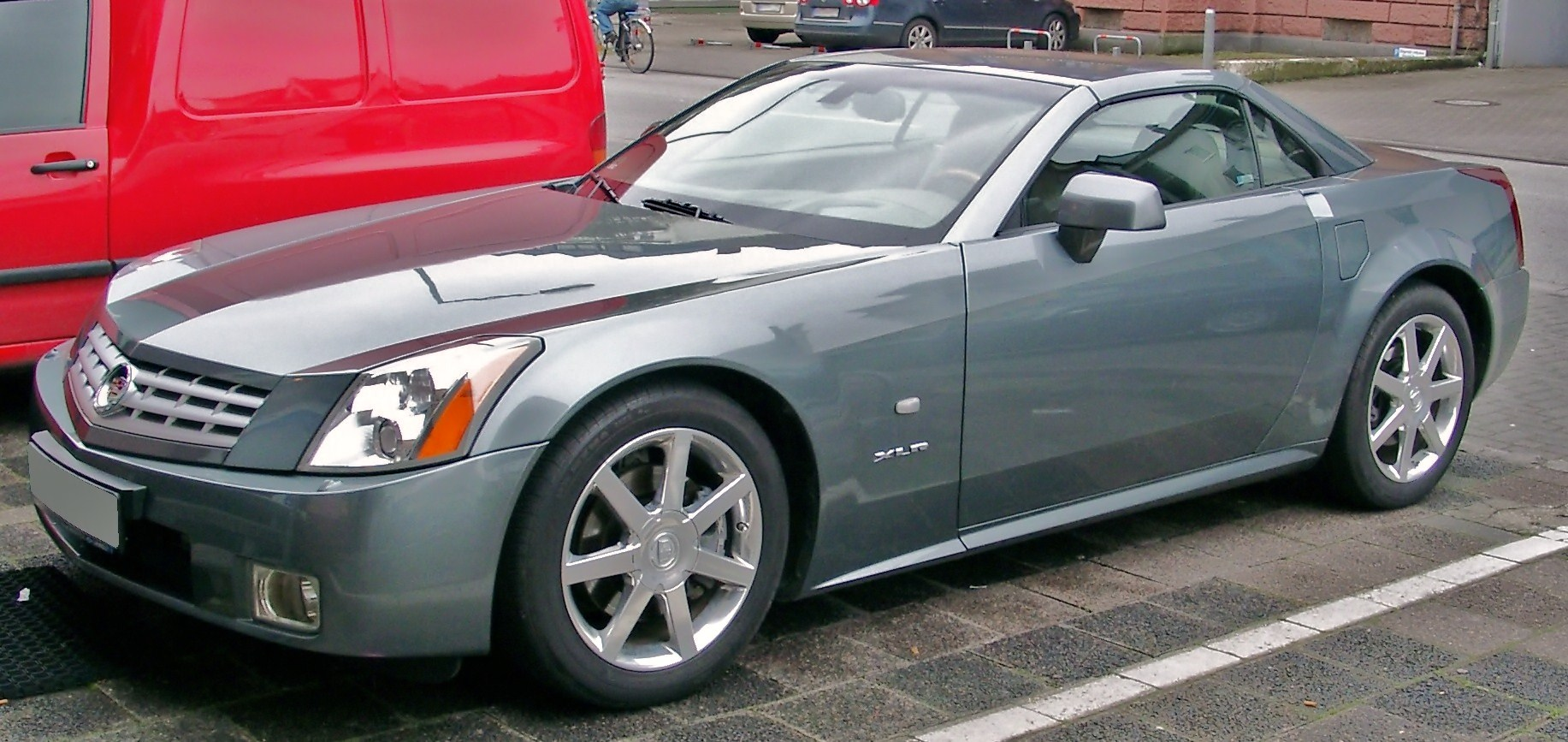
Cadillac XLR (2004–2009)
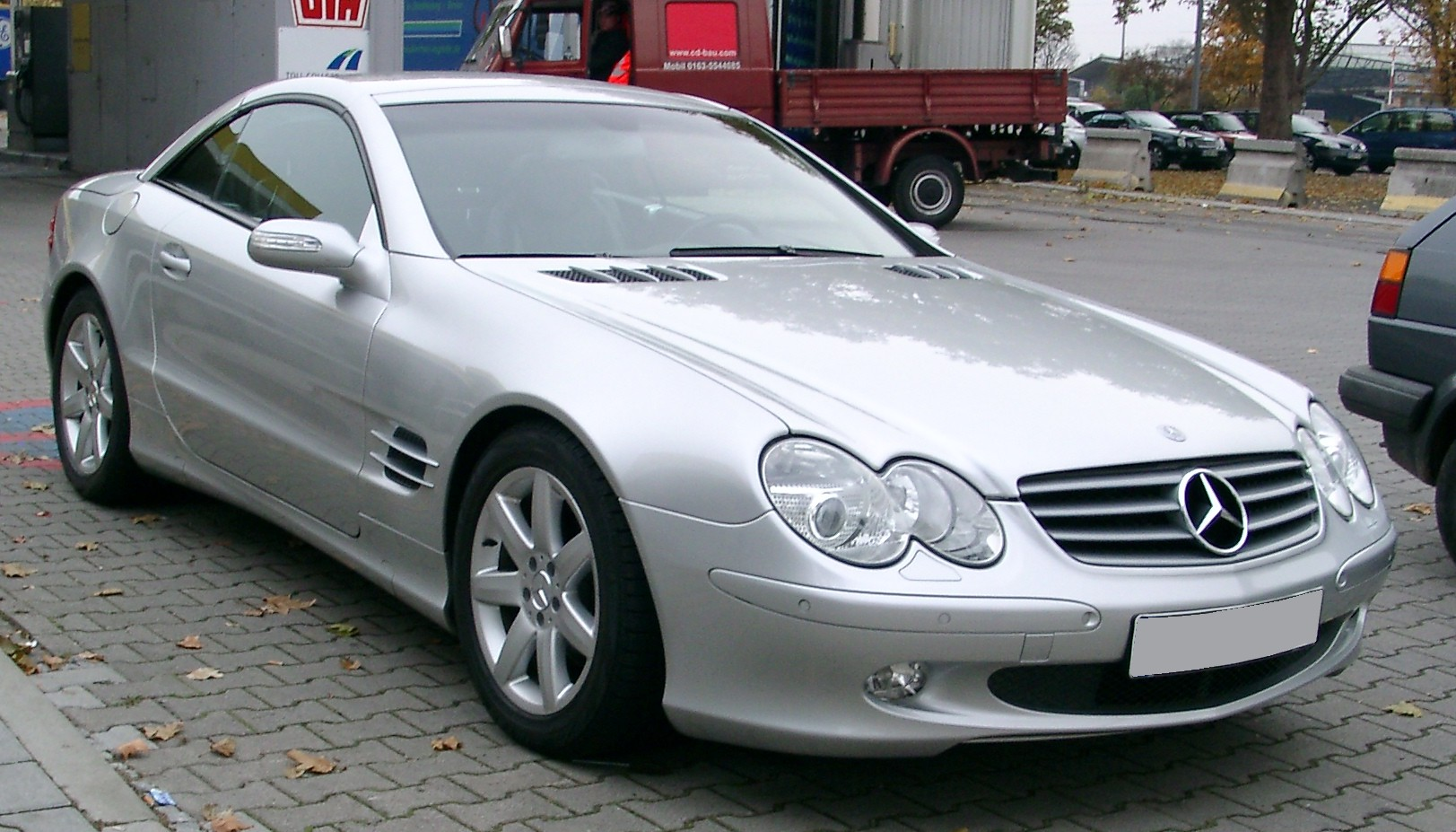
Mercedes-Benz SL-Klasse (R 230) (2001–2011)
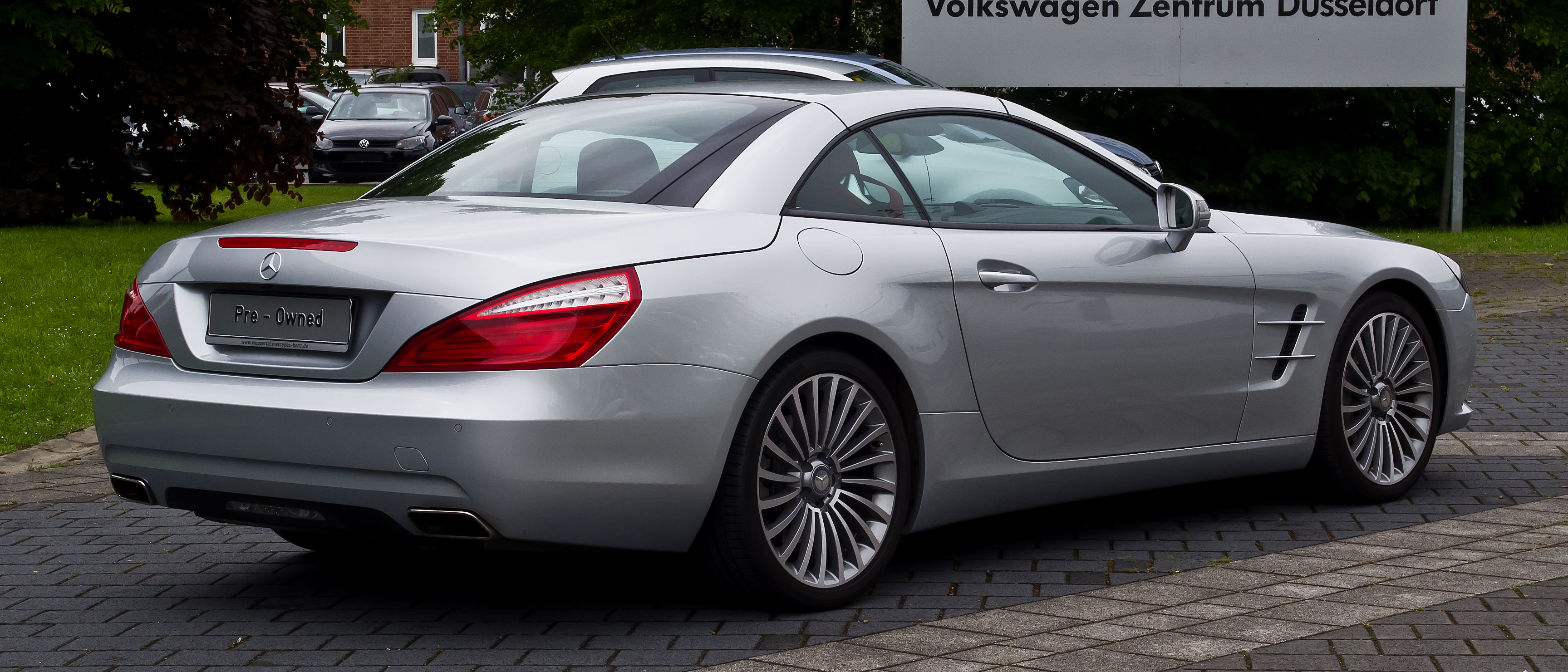
Mercedes-Benz SL-Klasse (R 231) (2012–2020)
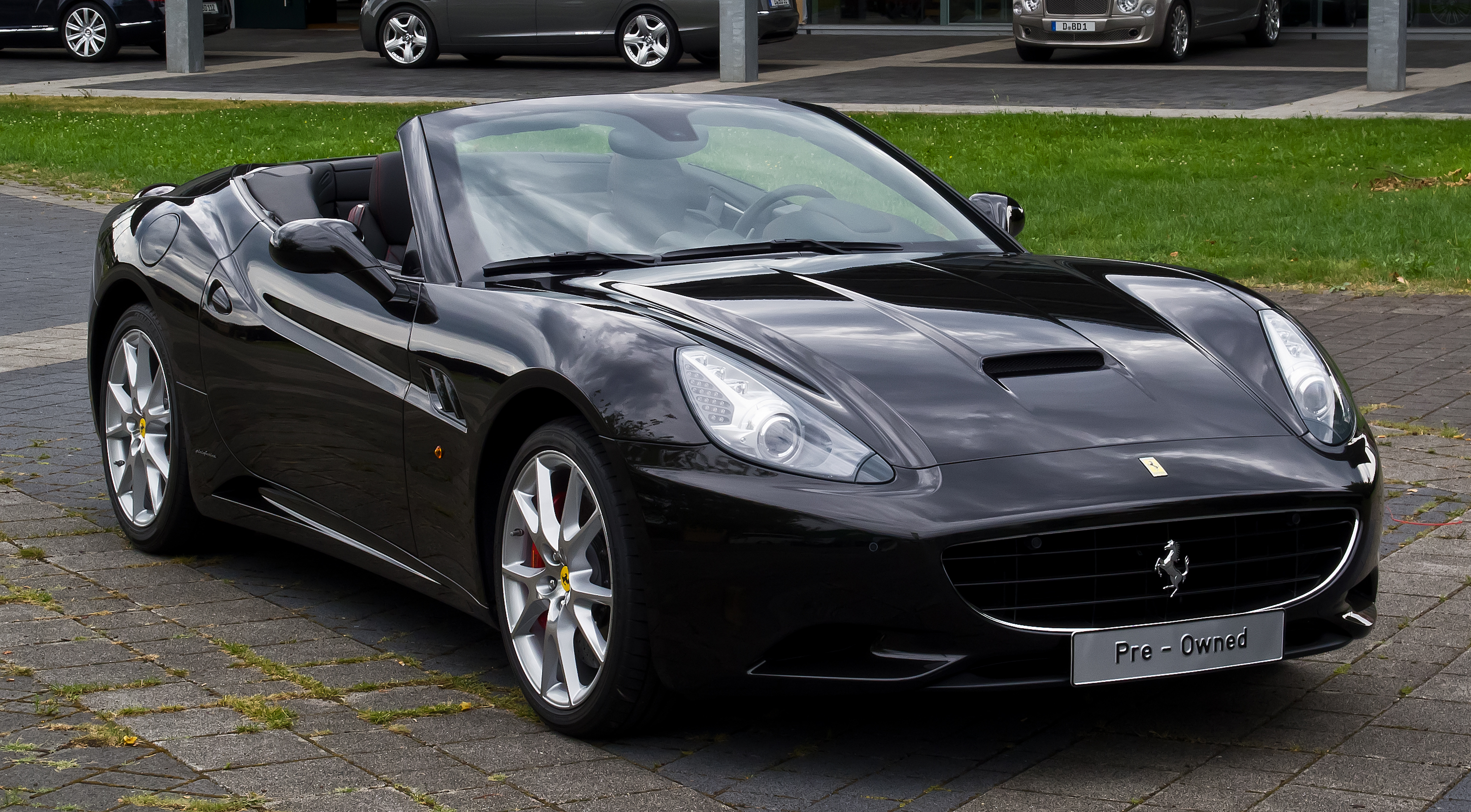
Ferrari California (2008–2017)
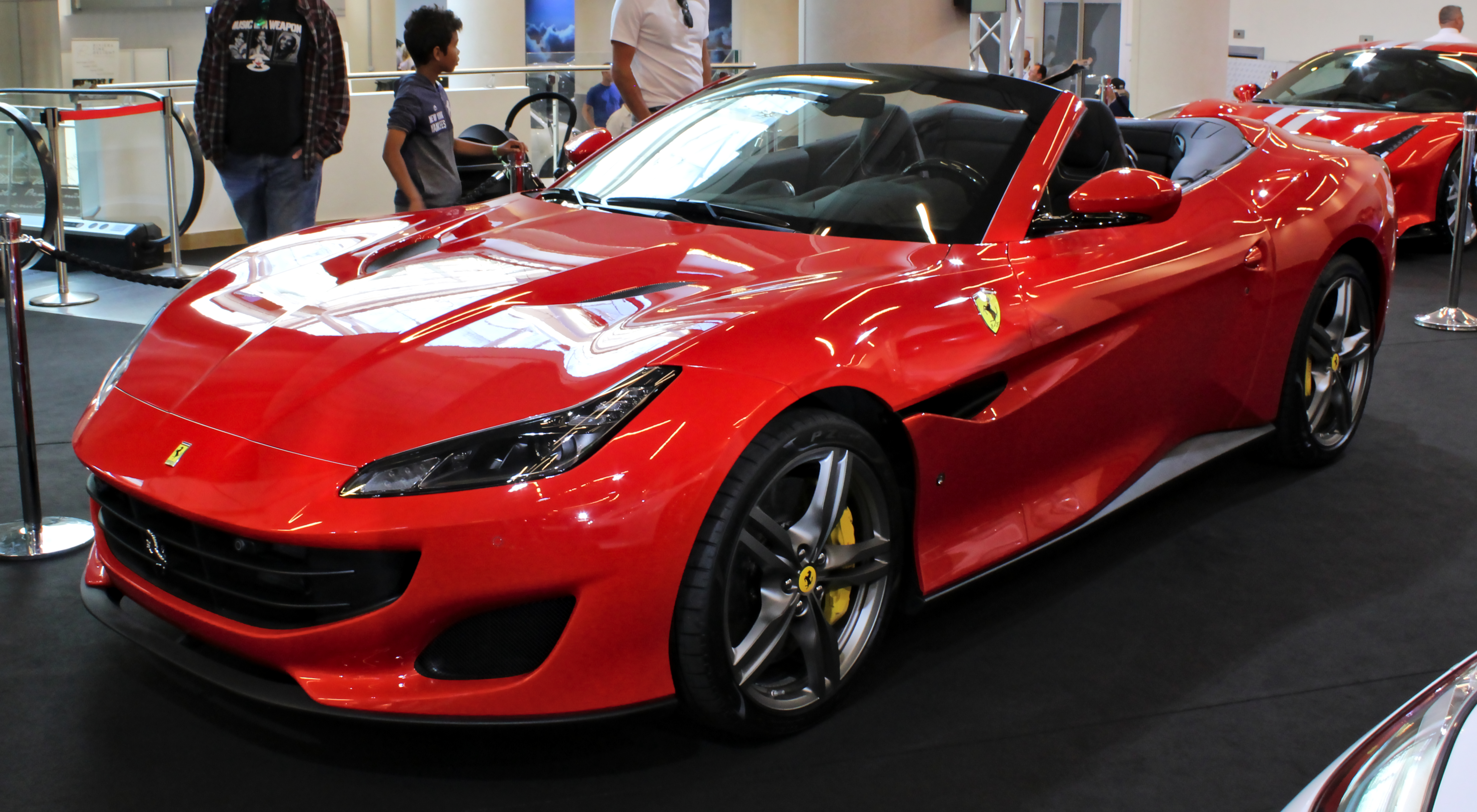
Ferrari Portofino (seit 2018)

### Roadster

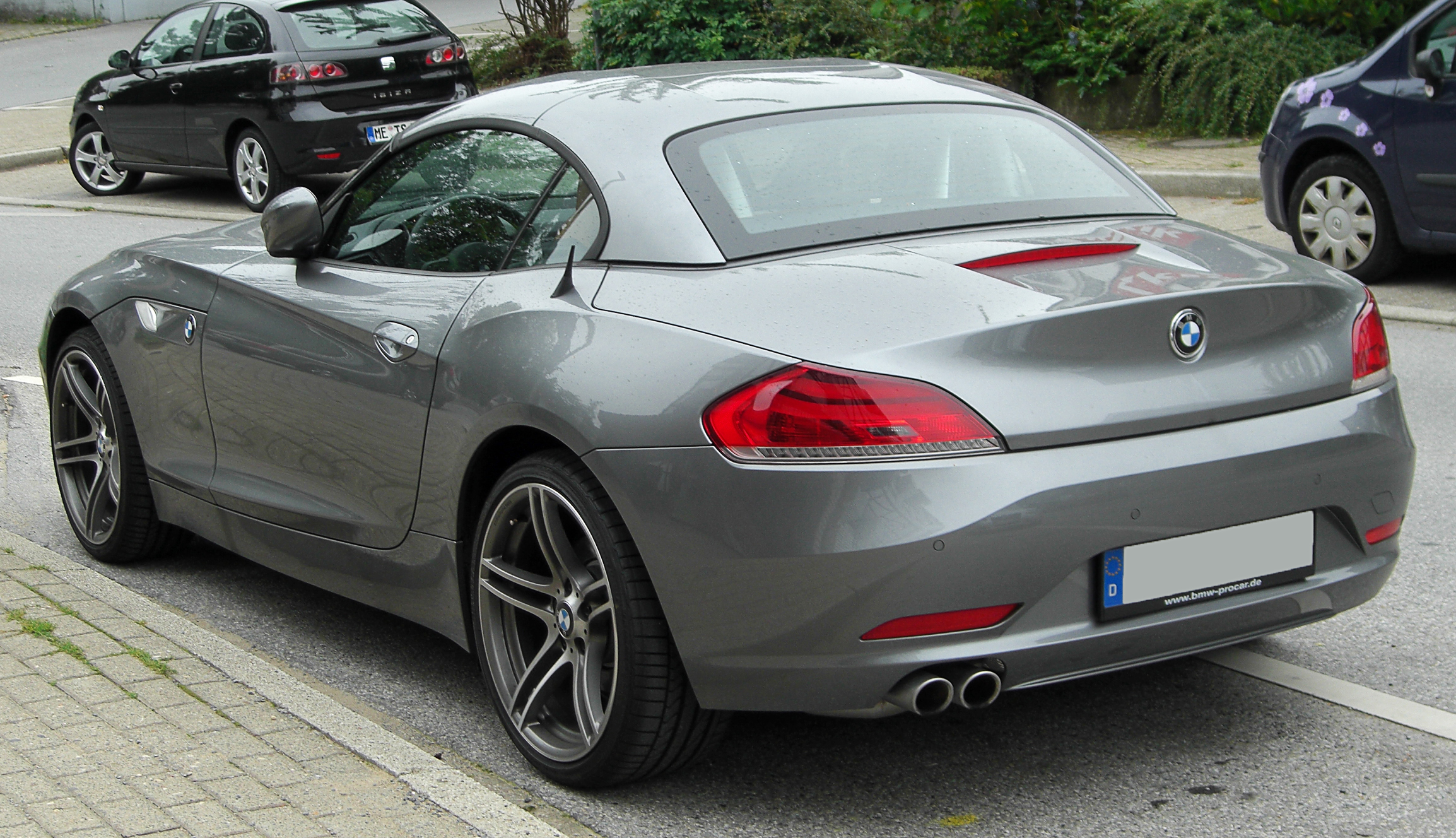
BMW Z4 (E89) (2009–2016)
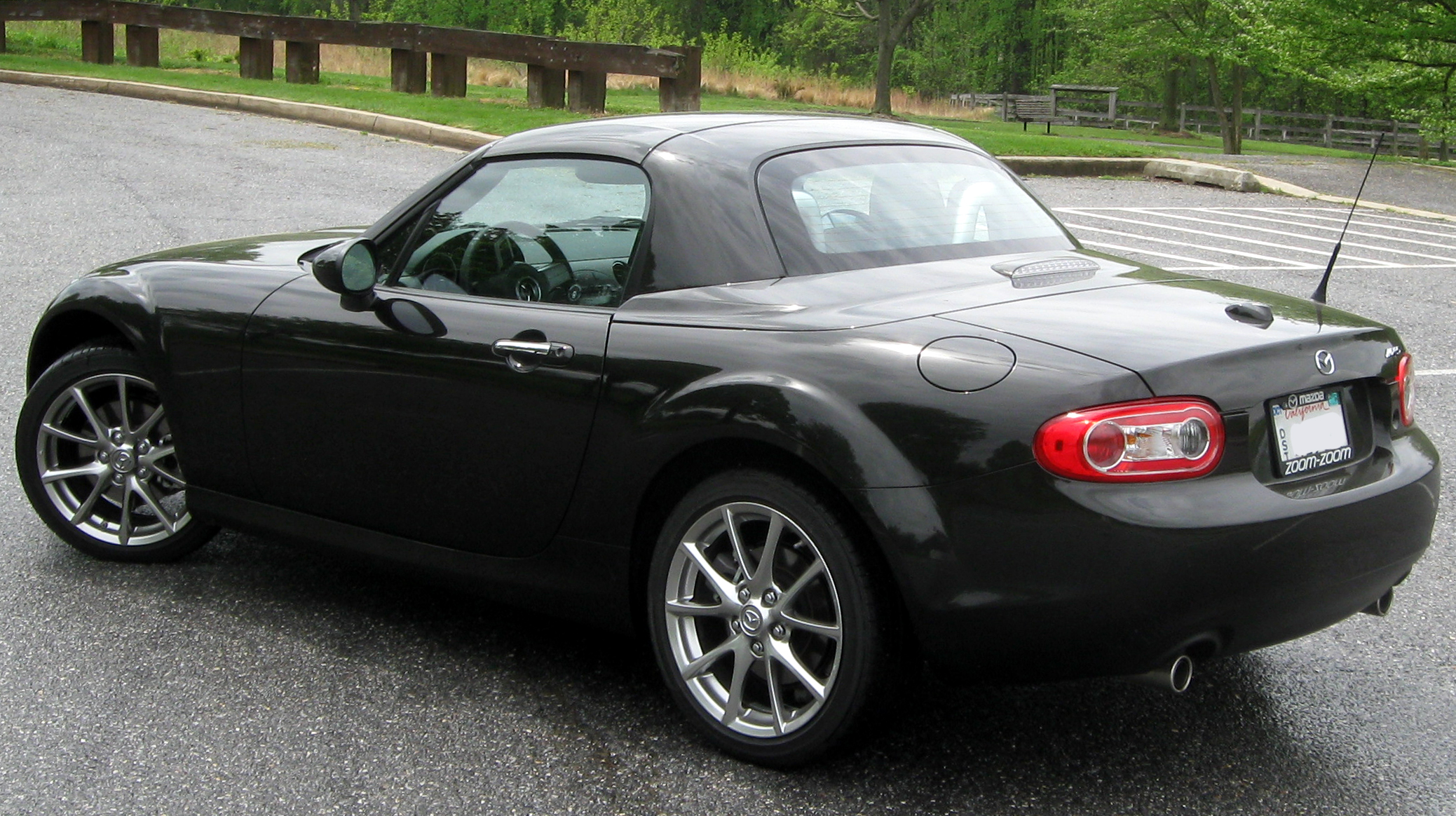
Mazda MX-5 Roadster-Coupé (NC) mit Kunststoff-Klappdach (2006–2015)
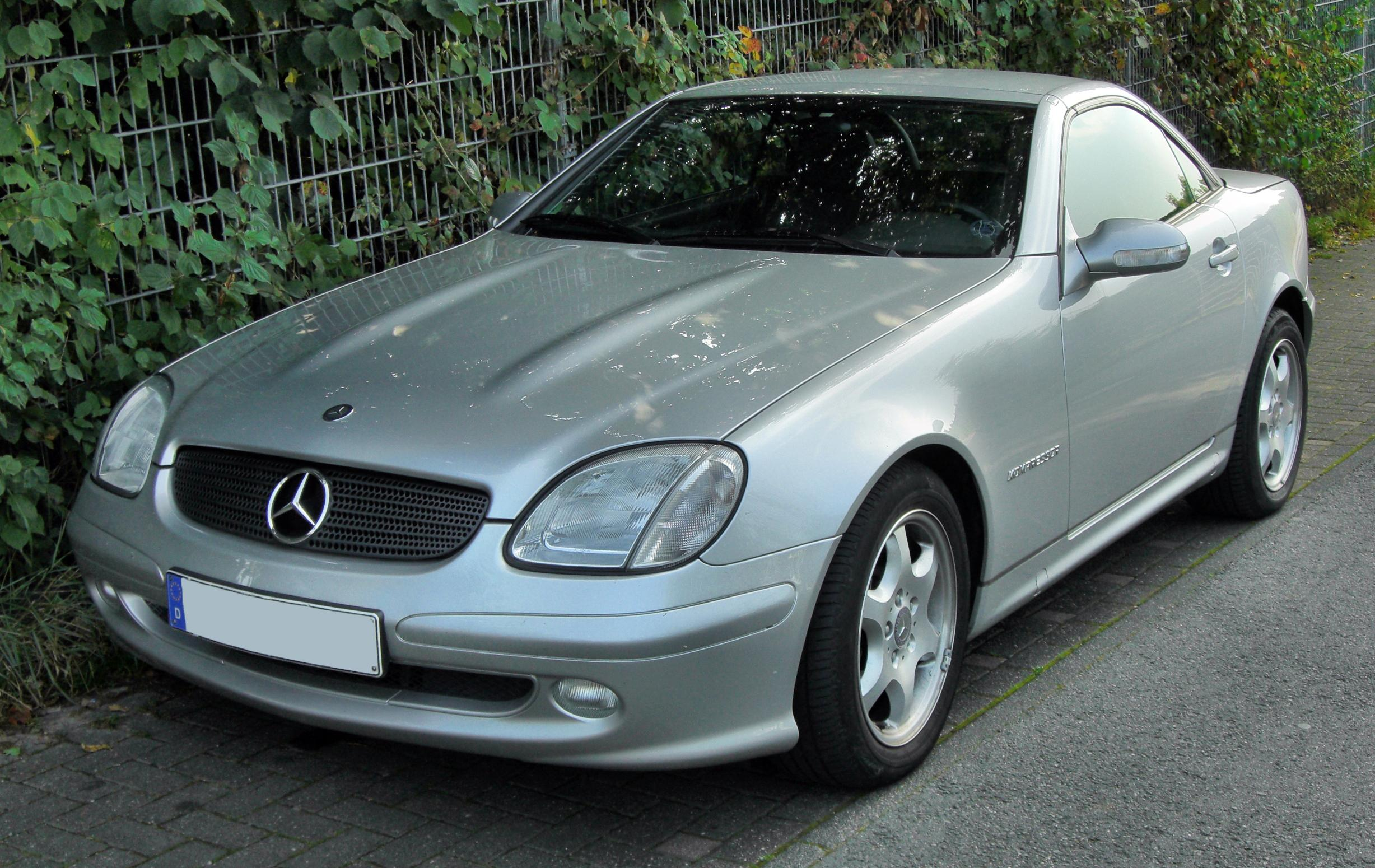
Mercedes-Benz SLK-Klasse (R 170) (1996–2004)
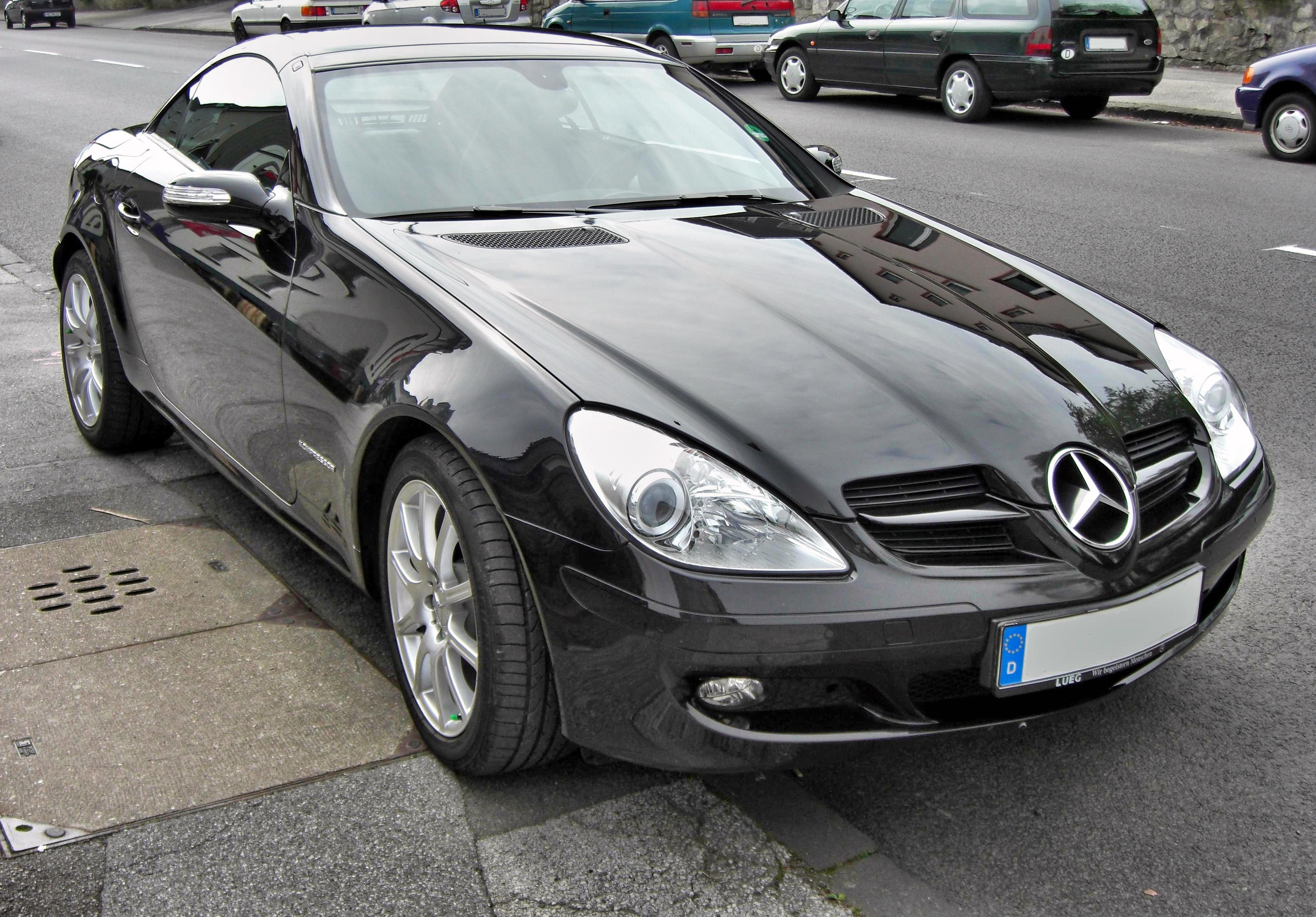
Mercedes-Benz SLK-Klasse (R 171) (2004–2011)
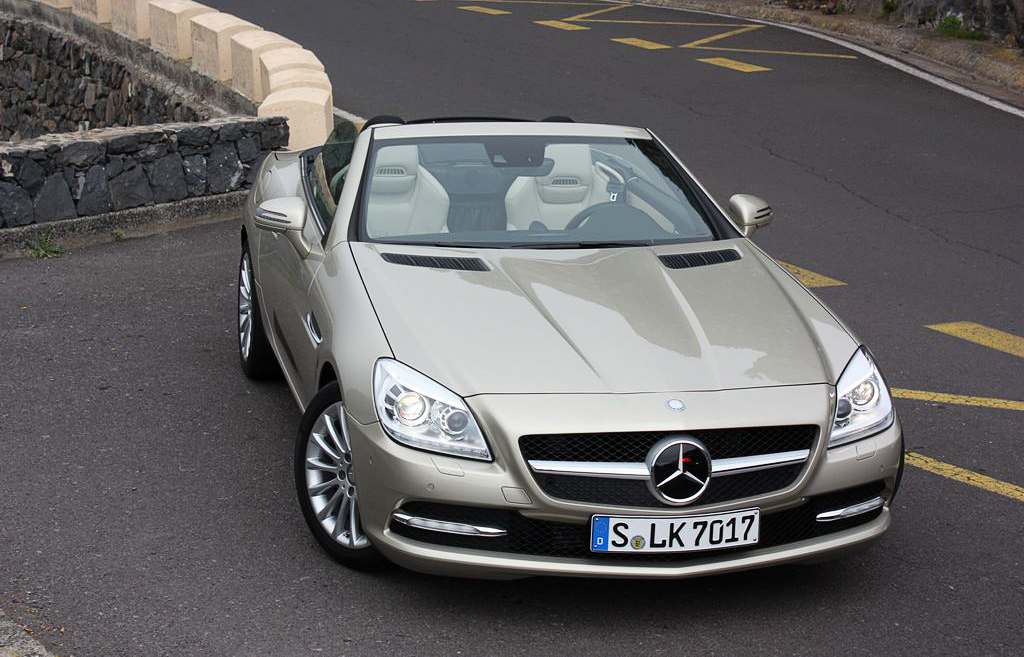
Mercedes-Benz SLK-Klasse (R 172) (2011–2020)

### Oldtimer

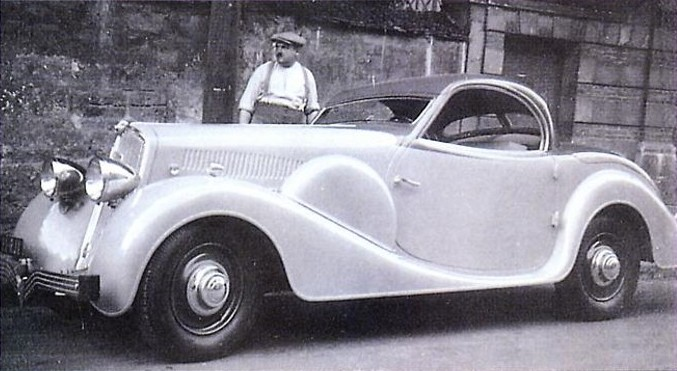
Peugeot 401 Eclipse (1935, erstes Serienfahrzeug mit elektrischem RHT)
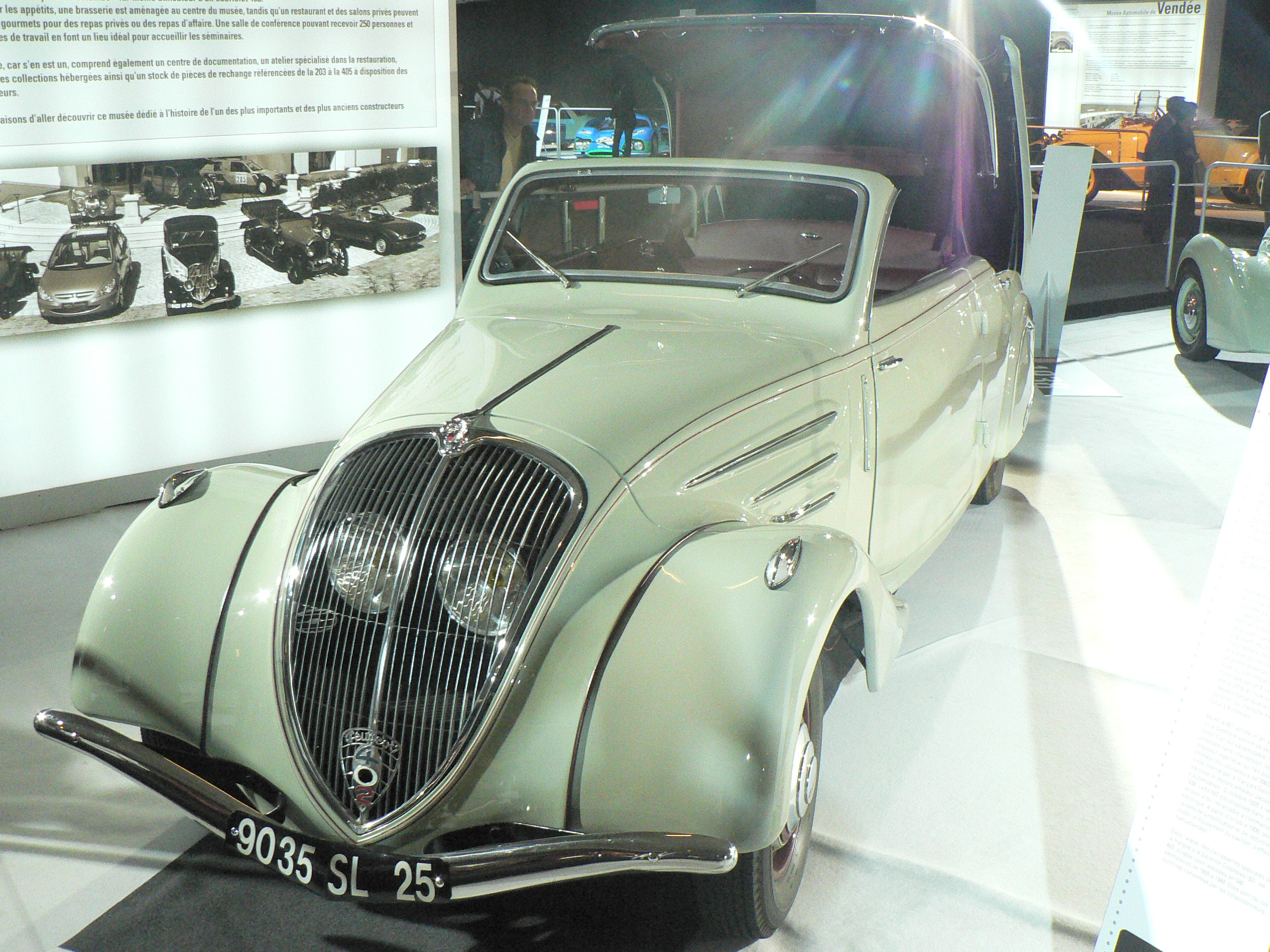
Peugeot 402 Eclipse (1938)
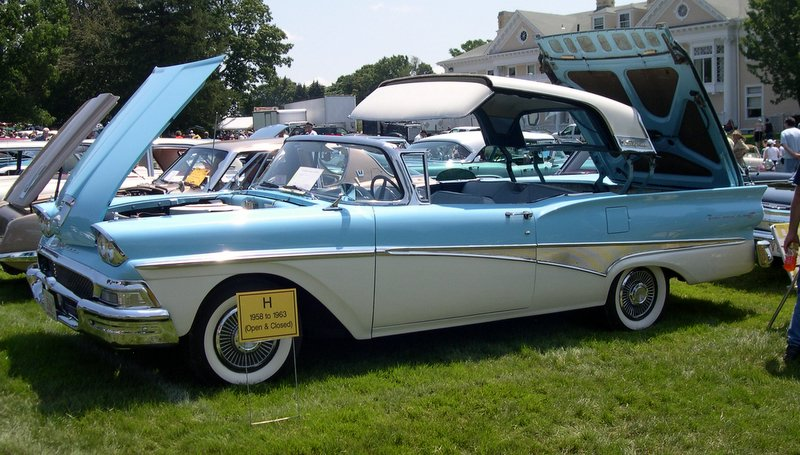
Ford Fairlane Skyliner (1958)